# Julian Assange

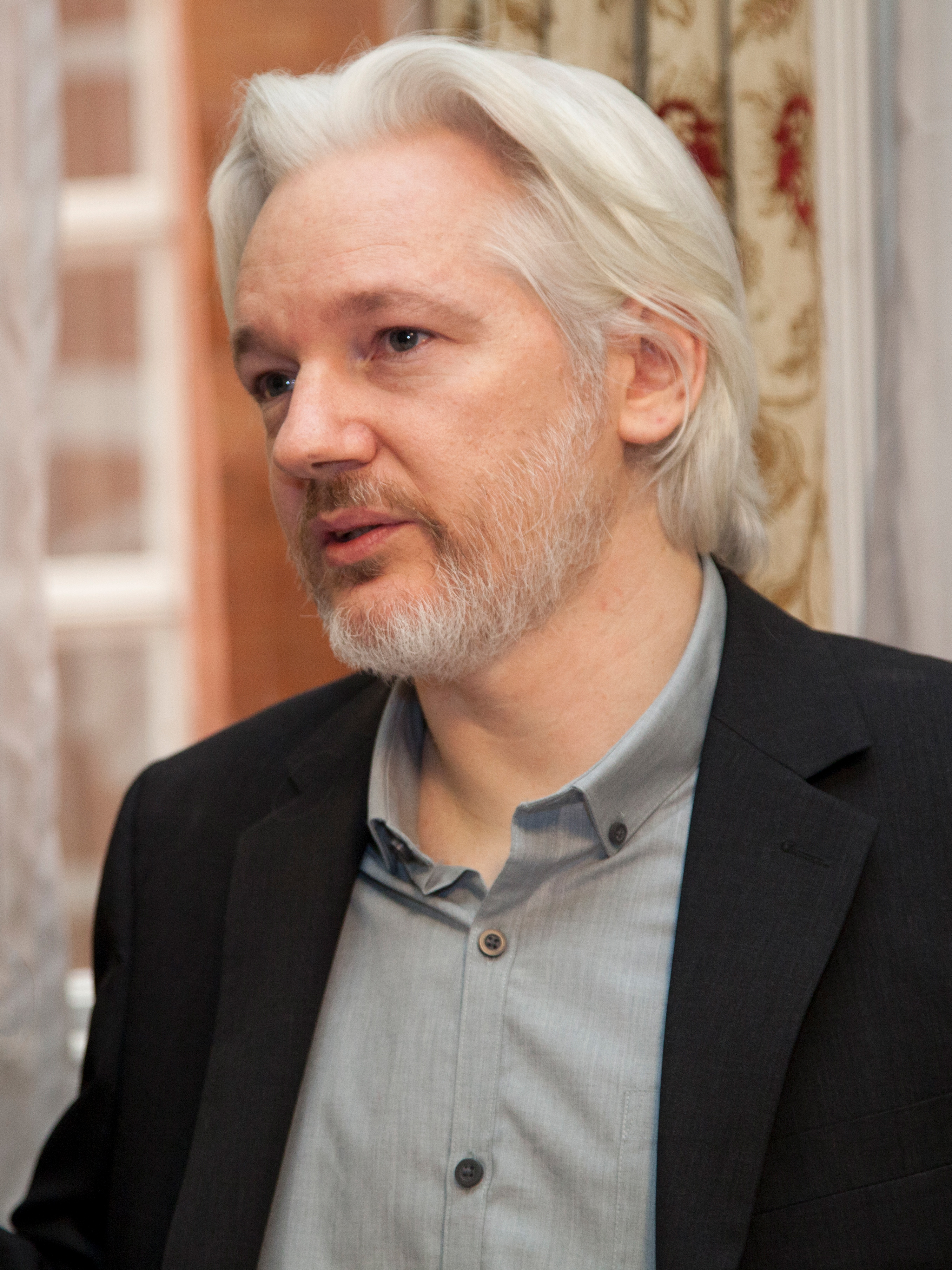
Julian Assange, 2014

Julian Paul Assange [əˈsɑːnʒ] (* 3. Juli 1971 als Julian Hawkins in Townsville, Queensland) ist ein australischer investigativer Journalist, Politaktivist, ehemaliger Computerhacker, Programmierer und Gründer sowie Sprecher der Enthüllungsplattform WikiLeaks. Diese sammelt Dokumente von Regimekritikern und Whistleblowern aus der ganzen Welt und stellt sie online zur Verfügung. Dadurch sollen der Öffentlichkeit illegale und unethische Aktivitäten von Regierungen und Institutionen zugänglich gemacht werden. Dafür erhielt Julian Assange zahlreiche Auszeichnungen, darunter den Amnesty International Media Award (2009) und den Global Exchange Human Rights Award (2013).
Assange wurde international bekannt, als WikiLeaks 2010 als geheim eingestufte Militärdokumente (Kriegstagebücher) über die US-Kriege in Afghanistan (76.911 Dokumente) und im Irak (391.832 Dokumente) veröffentlichte, die unter anderem Kriegsverbrechen des US-Militärs belegten. Hinzu kamen zahlreiche behördeninterne diplomatische Dokumente. Die Vereinigten Staaten (USA) warfen Assange daraufhin Spionage und Geheimnisverrat vor.
Um einer strafrechtlichen Verfolgung zu entgehen, lebte Assange ab 2012 als politischer Flüchtling in der ecuadorianischen Botschaft in London. Von 2019 bis 2024 war er im Hochsicherheitsgefängnis HMP Belmarsh in London inhaftiert, wo er sich gegen seine Auslieferung an die USA wehrte.
Im Juni 2024 einigte sich Assange mit dem US-Justizministerium auf einen Deal: Er bekannte sich vor einem US-Gericht auf den Nördlichen Marianen der Veröffentlichung von Militärgeheimnissen für schuldig. Dafür wurde er pro forma zu fünf Jahren und zwei Monaten Haft verurteilt, die er bereits im Gefängnis in London verbüßt hatte, das heißt, er war ein freier Mann.
Bei seinem ersten öffentlichen Auftritt nach dem Gefängnisaufenthalt, im Oktober 2024, beschrieb Assange in einer Europarat-Sitzung die vierzehn Jahre Verfolgung und Inhaftierung. Er erhob schwere Vorwürfe gegen die USA und das Vereinigte Königreich.

## Überblick

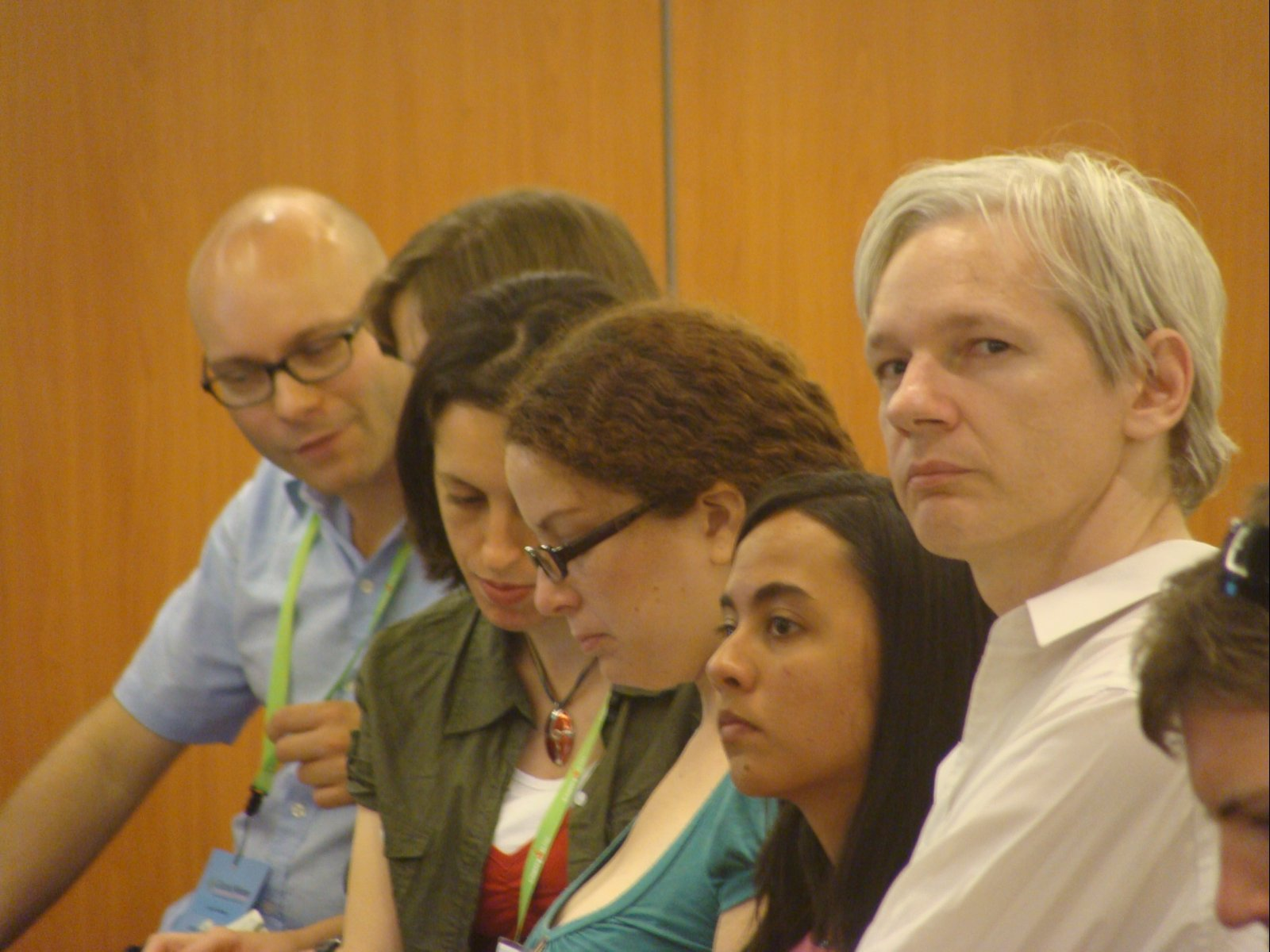

Im Jahr 2010 publizierte WikiLeaks gemeinsam mit der New York Times, dem Guardian und dem Spiegel Auszüge aus Militärprotokollen, die unter anderem Kriegsverbrechen der USA während der Kriege in Afghanistan und im Irak belegten. Im Juli 2010 veröffentlichte WikiLeaks weitere interne Dokumente der US-Streitkräfte und -Behörden. Die darin enthaltenen Kriegstagebücher des Krieges in Afghanistan und im Oktober 2010 des Irakkrieges deckten laut dem UN-Sonderberichterstatter über Folter, Nils Melzer, „mutmaßliche Kriegsverbrechen und Korruption“ auf. Die Offenlegung der Militärprotokolle erregte weltweite Aufmerksamkeit.
Die US-Regierung leitete Ermittlungen gegen Assange ein. Hinzu kam im August 2010 ein Haftbefehl in Schweden wegen des Vorwurfs eines Sexualdelikts. Assange befürchtete seine Auslieferung in die USA und entzog sich der drohenden Auslieferung aus Großbritannien nach Schweden im Juni 2012 durch Entledigung seiner elektronischen Fußfessel und floh in die ecuadorianische Botschaft in London. Ecuador gewährte ihm politisches Asyl, ermöglichte seinen dauerhaften Aufenthalt in der Botschaft und sprach ihm die ecuadorianische Staatsbürgerschaft zu. Die nächsten sieben Jahre lebte Assange dort als politischer Flüchtling.
Der US-Sonderermittler Robert Mueller erhob den Vorwurf, WikiLeaks habe Russland beim Eingriff in den Präsidentschaftswahlkampf beraten. Assange dementierte dies. Eine Klage der Demokratischen Partei gegen Assange wurde abgewiesen.
Im April 2019 entzog ihm der neue ecuadorianische Präsident Lenín Moreno Asyl und Staatsbürgerschaft. Kurz darauf wurde Assange in der ecuadorianischen Botschaft von der britischen Polizei festgenommen und wegen Verstoßes gegen Kautionsauflagen zu einer Haftstrafe von fünfzig Wochen verurteilt. Die Vereinigten Staaten ersuchten das Vereinigte Königreich im selben Monat um seine Auslieferung. Auf die Anklagepunkte der US-Anklageschrift stand theoretisch eine kumulierte Strafe von bis zu 175 Jahren Haft, auch die Todesstrafe wurde bis zur Zusicherung der USA im April 2024 nicht ausgeschlossen.
Nach Verbüßung der knapp einjährigen Haftstrafe im September 2019 blieb Assange aufgrund des Auslieferungsantrages der Vereinigten Staaten in Haft. Die Ermittlungen in Schweden zu Sexualdelikten wurden bereits im Mai 2017 eingestellt. Im Januar 2021 entschied ein Londoner Gericht, dass Assange nicht an die USA ausgeliefert wird. Im Dezember 2021 hob ein Berufungsgericht in London diese Entscheidung jedoch auf. Die Parlamentarische Versammlung des Europarates votierte im Januar 2020 einstimmig für die „sofortige Freilassung“ von Julian Assange sowie die Verhinderung seiner Auslieferung in die USA. Diesem Appell schloss sich im Mai 2022 eine fraktionsübergreifende Gruppe von Bundestagsabgeordneten in einem offenen Brief an das britische Innenministerium an. Im Juni 2022 bewilligte die britische Regierung die Auslieferung an die Vereinigten Staaten. Assanges Verteidigung reichte Berufung gegen das Urteil ein, weshalb er sich weiterhin in Großbritannien im Hochsicherheitsgefängnis HMP Belmarsh befand. Der australische Premierminister Anthony Albanese sowie internationale Medienhäuser, darunter der Guardian, Le Monde und die New York Times, forderten die US-Regierung im November 2022 auf, die Strafverfolgung von Assange einzustellen. Die USA lehnten dies ab. Im Juni 2023 wurde der Antrag auf Berufung vom obersten Gerichtshof High Court London abgewiesen. Nach einer erneuten Anhörung entschieden die britischen Richter jedoch im März 2024, dass Assange vorerst nicht an die USA ausgeliefert werden durfte und die Möglichkeit eines Berufungsverfahrens bestehen blieb.
Am 10. April 2024 sagte Präsident Biden vor Reportern im Weißen Haus, dass seine Regierung ein Ersuchen Australiens in Betracht ziehe, die Anklage gegen Wikileaks-Gründer Julian Assange fallen zu lassen. Gleichzeitig erbrachten die US-Anwälte im April 2024 die vom britischen High Court geforderten Zusagen, dass Assange sich vor US-Gerichten erstens auf das Recht auf Meinungsfreiheit berufen könne und ihm zweitens nicht die Todesstrafe drohe. Unter diesen Voraussetzungen ist laut britischer Justiz eine Auslieferung möglich. Im Mai 2024 entschied der High Court jedoch, dass es Assange gestattet werde, Berufung gegen seine Überstellung an die US-Justiz einzulegen. Die Anhörung war für den 9. Juli geplant.
Am 25. Juni 2024 konnte Julian Assange überraschend ausreisen, da es zu einem Deal zwischen ihm und den US-Behörden gekommen war.

## Biographische Stationen

### Werdegang bis 2010

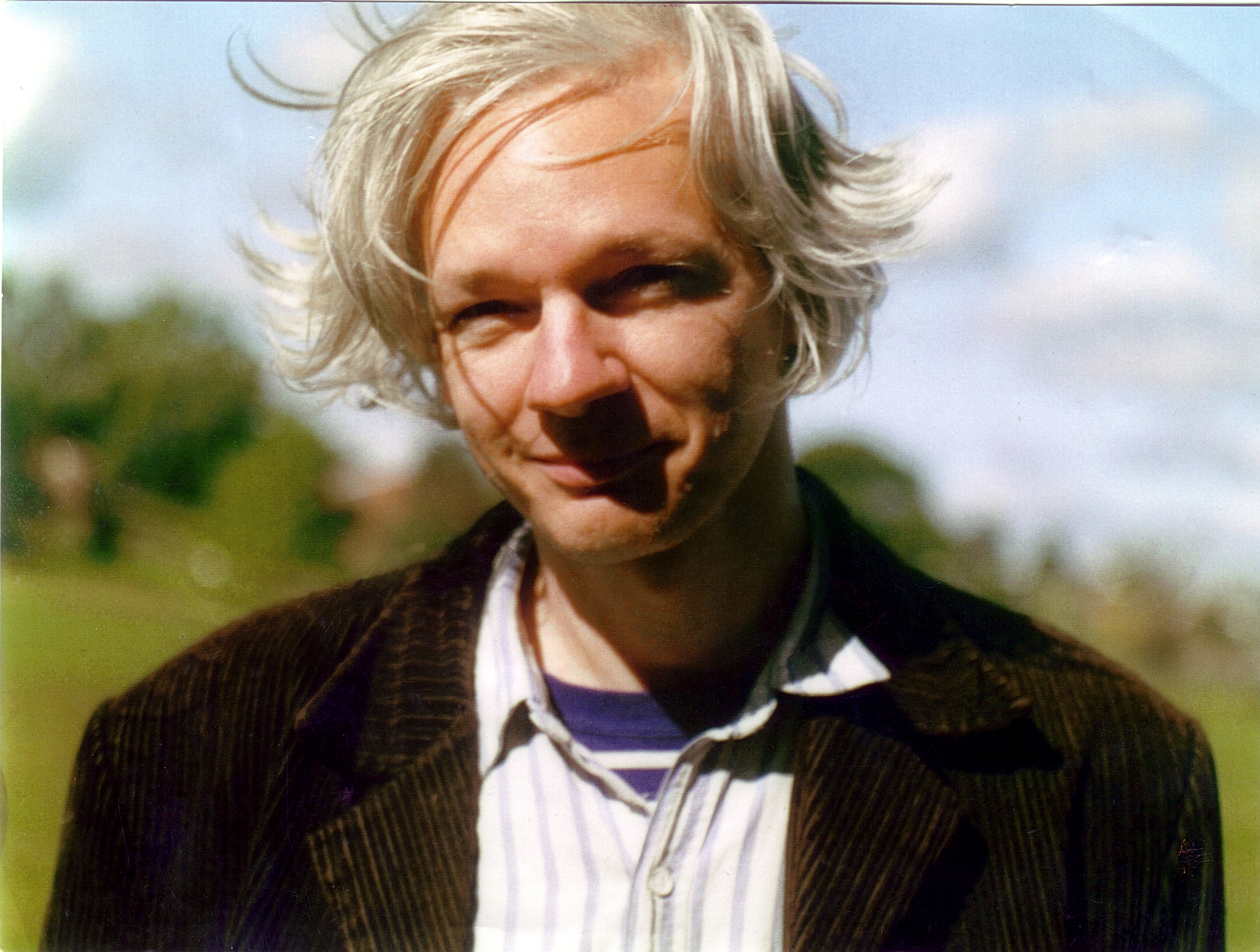
Julian Assange, 2006

Julian Assange ist der Sohn von Christine Ann Hawkins (* 1951), einer bildenden Künstlerin, die ihr Elternhaus mit siebzehn Jahren verlassen hatte, und John Shipton, den sie 1970 bei einer Anti-Vietnamkriegs-Demonstration kennengelernt hatte. Die Eltern trennten sich vor seiner Geburt. Als Julian Hawkins ein Jahr alt war, heiratete seine Mutter Richard Brett Assange, einen Schauspieler, mit dem sie ein kleines Theater-Unternehmen leitete. Der Nachname geht auf den chinesischen Namen Au Sang zurück. Christine und Brett Assange ließen sich 1979 scheiden. Christine Assange begann eine Beziehung mit Leif Meynell, aus der ihr zweiter Sohn hervorging. Assange berichtet von einer unsteten Kindheit mit über dreißig Wohnorten, bis sich seine Mutter mit den Kindern in Melbourne niederließ. Sie soll zeitweise vor Meynell und der New-Age-Sekte „The Family“ – auch Santiniketan Park Association und Great White Brotherhood genannt – zu flüchten versucht haben, der er angehörte.
Der junge Julian Assange wechselte häufig die Schule. Teilweise wurde er zu Hause unterrichtet. Er studierte von 2003 bis 2006 an der University of Melbourne, ohne das Studium abzuschließen. Im Jahr 2007 verließ er nach eigener Aussage die Universität aus Protest gegen das, was er „die Optimierung einer Killer-Maschine“ nannte: Er vermutete, dass die mathematische Fakultät seiner Universität im Rahmen eines Vertrages mit der US-Militärbehörde DARPA die Effizienz eines Bulldozers steigern sollte, der im ersten Irakkrieg verwendet worden war. Dies wurde von der Universität bestritten.
Erste Programmiererfahrungen sammelte Assange auf einem C64. Im Jahr 1987 beschaffte er sich ein Modem. Sein Hacker-Pseudonym war zunächst „Mendax“, dann verwendete er den Namen „Proff“, eine Anspielung auf den Science-Fiction-Roman Cryptonomicon von Neal Stephenson. Er und zwei weitere Hacker gründeten die Gruppe „International Subversives“. Daraufhin führte die Australian Federal Police 1991 in seinem Melbourner Haus eine Razzia durch. Im Jahr 1992 wurde Julian Assange in 24 Fällen des illegalen Hackens für schuldig befunden, weshalb er ein Bußgeld von 2100 australischen Dollar bezahlen musste und eine Bewährungsstrafe erhielt. Im Jahr 1995 schrieb Assange den ersten freien Portscanner namens Strobe. Er beschäftigte sich auch mit Verschlüsselungssoftware und erfand 1997 einen glaubhaft abstreitbaren kryptografischen Verschlüsselungsmechanismus namens Rubberhose.
In dieser Zeit lernte Assange seine spätere Frau kennen. Im Jahr 1989 zogen beide zusammen, ein gemeinsamer Sohn wurde geboren. Das Paar trennte sich 1991. Nach einem jahrelangen Rechtsstreit einigten sich Assange und seine Mutter Christine 1999 mit seiner ehemaligen Frau auf ein gemeinsames Sorgerecht.

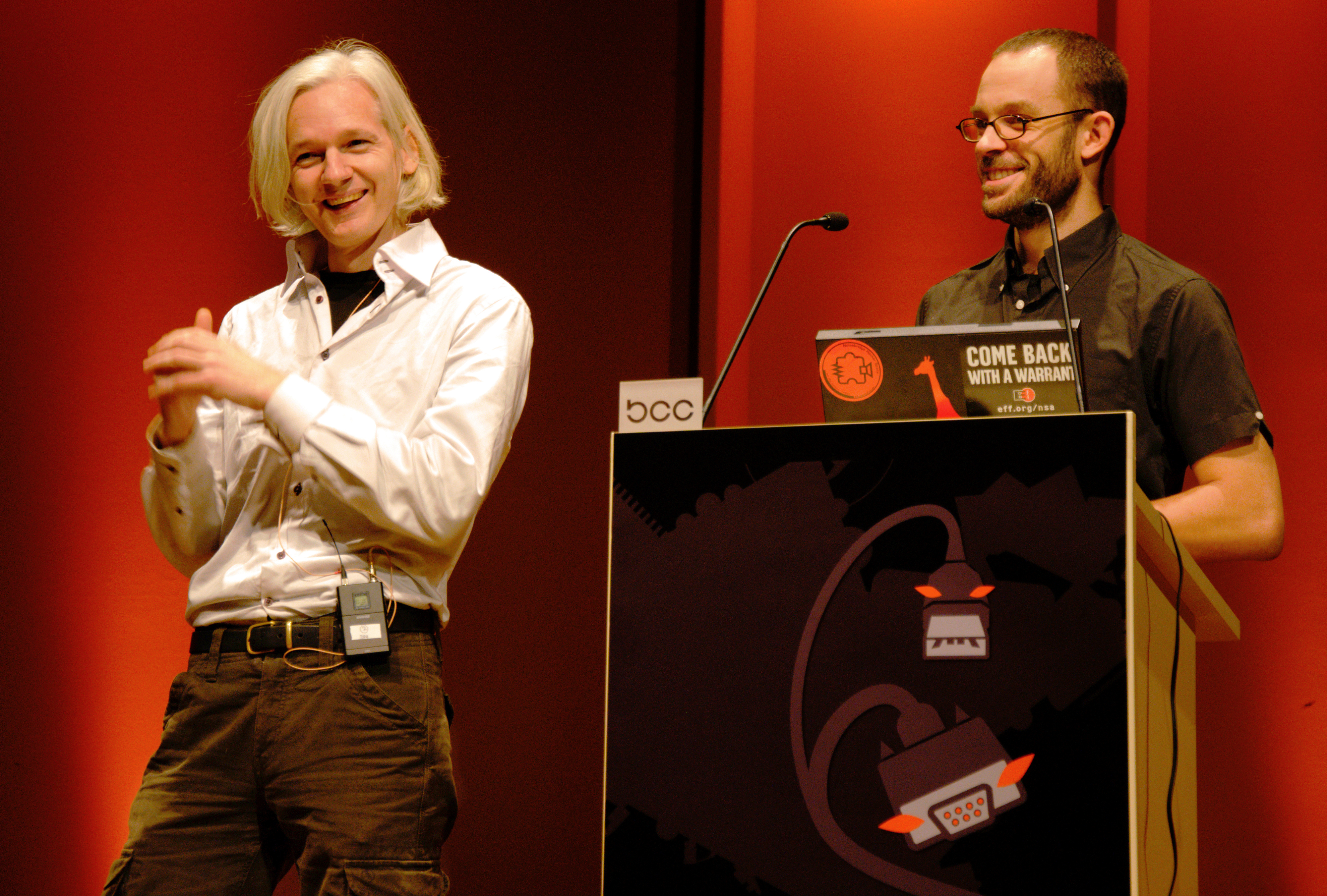
Julian Assange und Daniel Domscheit-Berg auf dem 26C3 in Berlin 2009

Seit 2006 ist Assange für WikiLeaks aktiv. Nach eigener Aussage hat er „im Internet Geld verdient“ und konnte somit unbezahlt für WikiLeaks arbeiten. Mehrmals wurde er festgenommen, abgehört, zensiert und erfolglos verklagt. Im Jahr 2011 wurde Assange von dem damals 18-jährigen Sigurdur Thordarson, der anderthalb Jahre bei WikiLeaks volontierte, für das FBI ausspioniert.

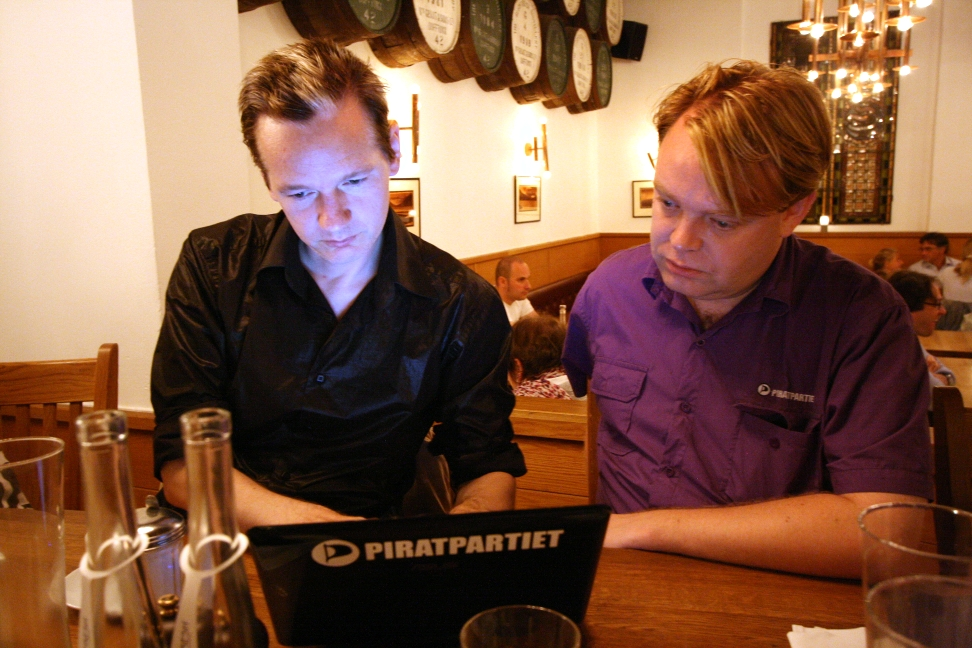
Julian Assange und Rick Falkvinge, August 2010

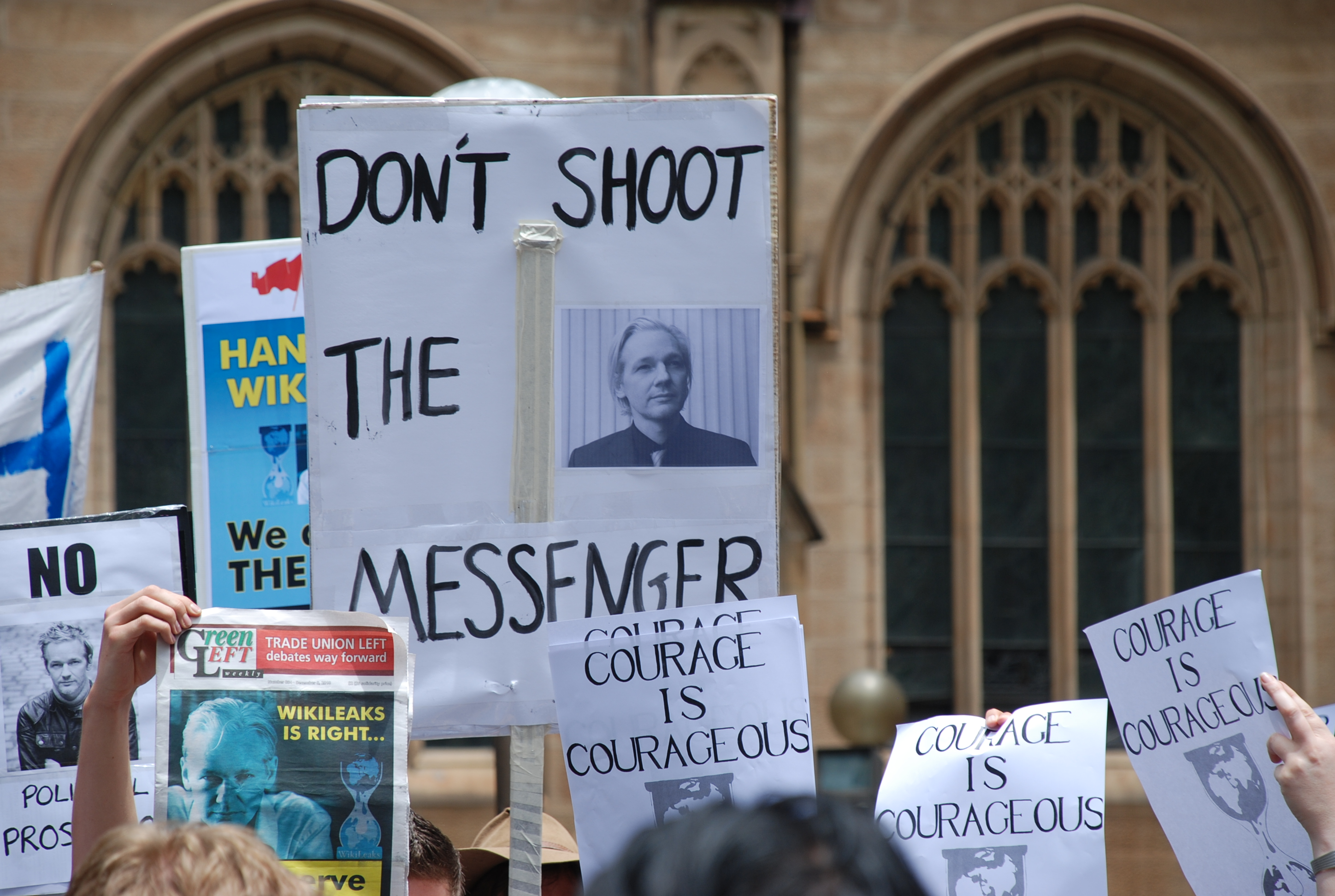
Demonstration zur Unterstützung von Assange vor der Sydney Town Hall in Australien am 10. Dezember 2010

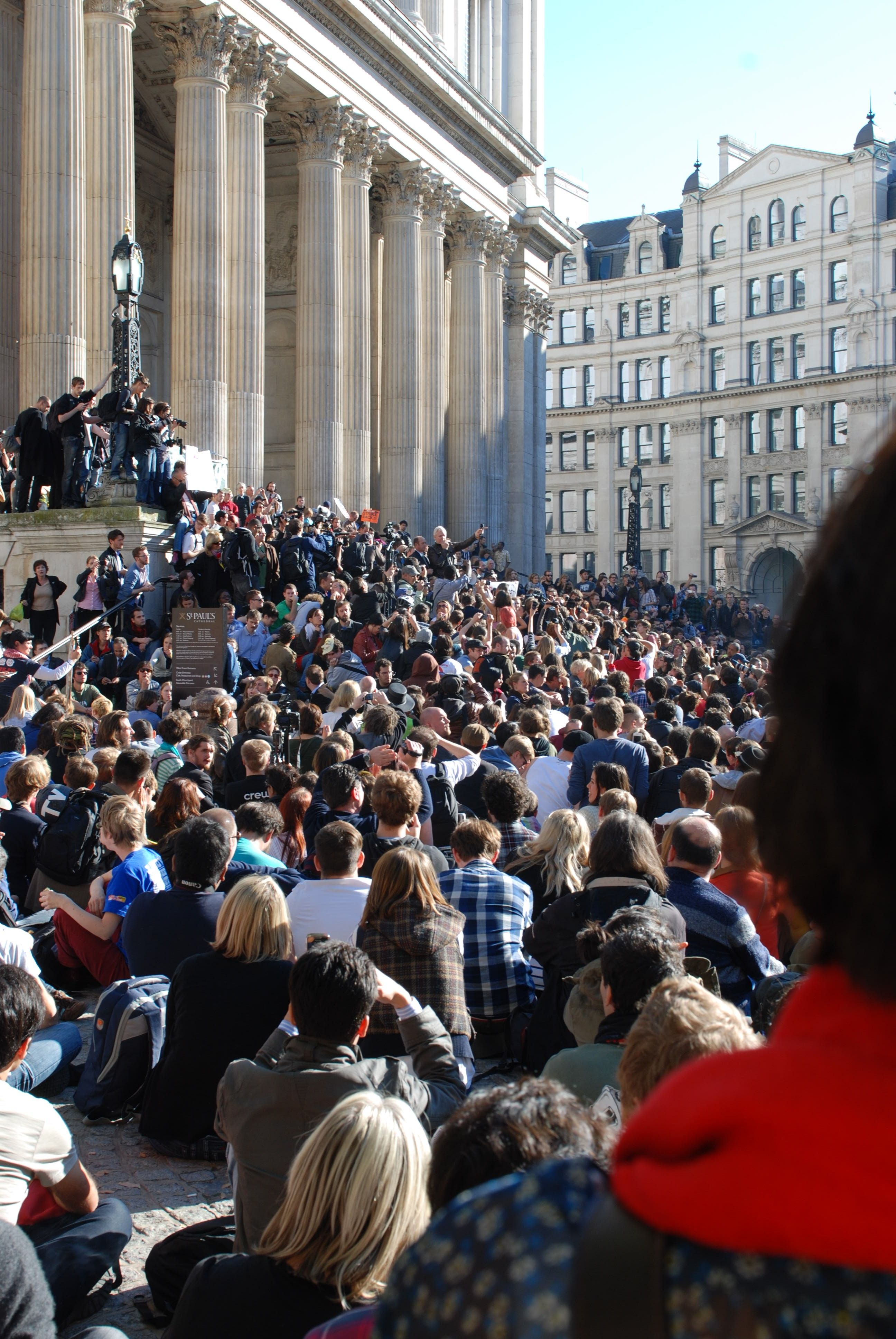
Julian Assange spricht bei den Occupy London Protesten vor der St Paul’s Cathedral in der City of London am 16. Oktober 2011

Ab 2007 war Assange Mitglied der australischen Journalistengewerkschaft Media, Entertainment & Arts Alliance (MEAA) (The Alliance). Im September 2010 verließ Daniel Domscheit-Berg WikiLeaks, nachdem Assange ihn vier Wochen zuvor suspendiert hatte. Als Assanges engster Vertrauter hatte Domscheit-Berg zunehmend die Arbeitsweise von WikiLeaks kritisiert: Er wollte feste Strukturen, ein Büro, bezahlte Angestellte sowie eine offene Diskussion darüber. Später verarbeitete er seine Kritik in einem Buch. In der folgenden juristischen Auseinandersetzung warf ihm Assange vor, Materialien und Datenbestände entwendet und veröffentlicht zu haben.

### Veröffentlichung von US-Militär-Dateien
Ab März 2010 veröffentlichte WikiLeaks, zunächst aus einem Haus in Reykjavík, geheime Dokumente und Videos über US-Militäreinsätze im ersten Irakkrieg und im Krieg in Afghanistan, welche die Whistleblowerin Bradley Manning (später Chelsea Manning) übergeben hatte. Aus Befürchtungen über eine erzwungene Abschaltung der WikiLeaks-Server in den USA stellte am 19. August 2010 die schwedische Piratenpartei WikiLeaks ihre Internetserver zur Verfügung, zusätzlich zu den bereits in Solna bestehenden Servern des Unternehmens PRQ AB. Da Journalisten in Schweden einen ungleich umfassenderen Quellenschutz als anderswo genießen, allerdings nur bei Besitz des „Utgivningsbevis“, einer speziellen schwedischen Lizenz, beantragte Assange seinerseits etwa zur selben Zeit eine schwedische Aufenthalts- und Arbeitserlaubnis. Der Gründer und ehemalige Parteivorsitzende der Piratpartiet, Rickard Falkvinge, teilte in diesem Zusammenhang den Medien mit, dass Assange mit einem schwedischen Wohnort den Status eines „medienverantwortlichen Herausgebers“ anstreben und damit eine Basis dafür schaffen würde, WikiLeaks auf legaler Grundlage weiterzuführen.
Etwa zur gleichen Zeit (im August 2010) beschuldigten zwei Frauen Assange bei der schwedischen Polizei wegen sexueller Vergehen. Die schwedische Staatsanwaltschaft stellte daraufhin im August 2010 einen Haftbefehl wegen Vergewaltigung gegen ihn aus, der kurz darauf aber vorerst wieder zurückgenommen wurde. Nach Assanges Antrag einer dauerhaften Aufenthaltserlaubnis für Schweden wurden die Ermittlungen dann wieder aufgenommen. Sein Antrag auf Aufenthaltserlaubnis wurde im Oktober 2010 ohne Angabe von Gründen abgelehnt. Nachdem Assange inzwischen – mit offizieller Erlaubnis der schwedischen Justiz – nach Großbritannien gereist war, stellte die schwedische Justiz im November 2010 einen internationalen Haftbefehl wegen des Verdachts der Vergewaltigung aus. Assange stellte sich daraufhin in London der Polizei, wurde gegen Kaution unter Auflagen – unter anderem das Tragen einer elektronischen Fußfessel – freigelassen und versuchte daraufhin mit juristischen Mitteln seine Auslieferung nach Schweden zu verhindern.
Anfang November 2010 erwog Assange, in der Schweiz Asyl zu beantragen und WikiLeaks dort anzusiedeln, um die politisch brisanten Aktivitäten der Enthüllungsplattform abzusichern. Die Chancen zur Annahme dieses Asylantrags seien nach Angaben der Schweizerischen Flüchtlingshilfe gering. Assange müsse zuerst den Schutz seines Heimatlandes Australien in Anspruch nehmen und glaubhaft machen, dass Australien ihn nicht schützen könne, was sehr schwierig sei. Tatsachen über einen entsprechenden Asylantrag sind nicht bekannt.

### Reaktionen auf die Veröffentlichung der Dateien
Julian Assange sah sich in den USA im Jahr 2010 scharfen Angriffen aus Politik, Medien und Militär ausgesetzt. Einige Stimmen forderten seine Hinrichtung nach einem Strafprozess, so der ehemalige Gouverneur von Arkansas Mike Huckabee: „Alles außer einer Hinrichtung ist eine zu milde Strafe.“ Die ehemalige US-Regierungsbeamtin und politische Kommentatorin für Fox News, Kathleen McFarland, forderte die Todesstrafe, falls er in einem Strafprozess für schuldig befunden werde (orig. “If he’s found guilty, he should be executed”).
Der Fox-News-Moderator Bill O’Reilly sagte, dass er sich sehr freuen würde, wenn Assange „von einer kleinen Drohne getroffen würde“. Der Politikwissenschaftler Tom Flanagan schlug in einem Interview mit CBC News einen Anschlag mittels einer bewaffneten Drohne vor (orig.: “use a drone or something […] Assange should be assassinated”), zog diese Aussage aber nach einer Strafanzeige zurück.
Am 6. Dezember 2010 äußerte sich der Fox-Moderator Bob Beckel in der Sendung Follow The Money mit:

“A dead man can’t leak stuff. This guy’s a traitor, he’s treasonous, and he has broken every law of the United States. […] And I’m not for the death penalty, so […] there’s only one way to do it: illegally shoot the son of a bitch.”

„Ein toter Mann kann keine Sachen veröffentlichen. Der Typ ist ein Verräter, er ist verräterisch und er hat jedes Gesetz der Vereinigten Staaten gebrochen. […] Und ich bin nicht für die Todesstrafe, also […] gibt es nur einen Weg, es zu tun: den Hurensohn illegal erschießen.“

Der landesweit sendende Radiomoderator Rush Limbaugh empfahl, WikiLeaks-Gründer Assange „aufzuknüpfen“. Sarah Palin stellte die Frage, warum man Assange nicht mit demselben Nachdruck verfolgen würde wie Führer der al-Qaida oder der Taliban.
Als Reaktion forderte Assange in der britischen Zeitung The Guardian, Flanagan und andere sollten wegen Aufforderung zum Mord strafrechtlich verfolgt werden. „Wenn wir in einer Zivilgesellschaft leben wollen, können nicht hochrangige Leute im nationalen Fernsehen dazu aufrufen, das Justizwesen zu umgehen“, sagte er dem US-Sender MSNBC.

### Asyl in der ecuadorianischen Botschaft in London 2012 bis 2019

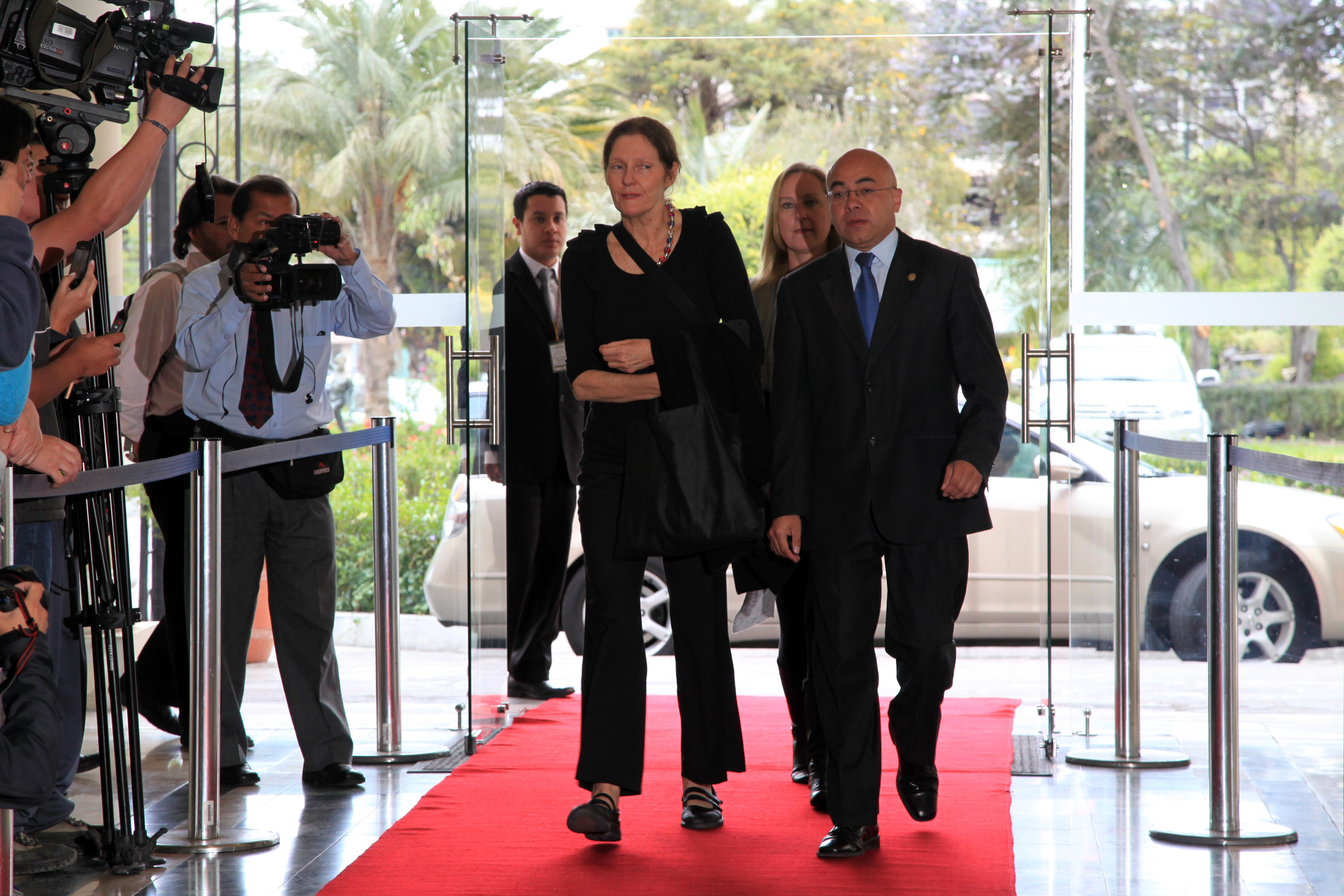
Assanges Mutter Christine Assange vor einem Treffen mit Außenminister Ricardo Patiño, 30. Juli 2012

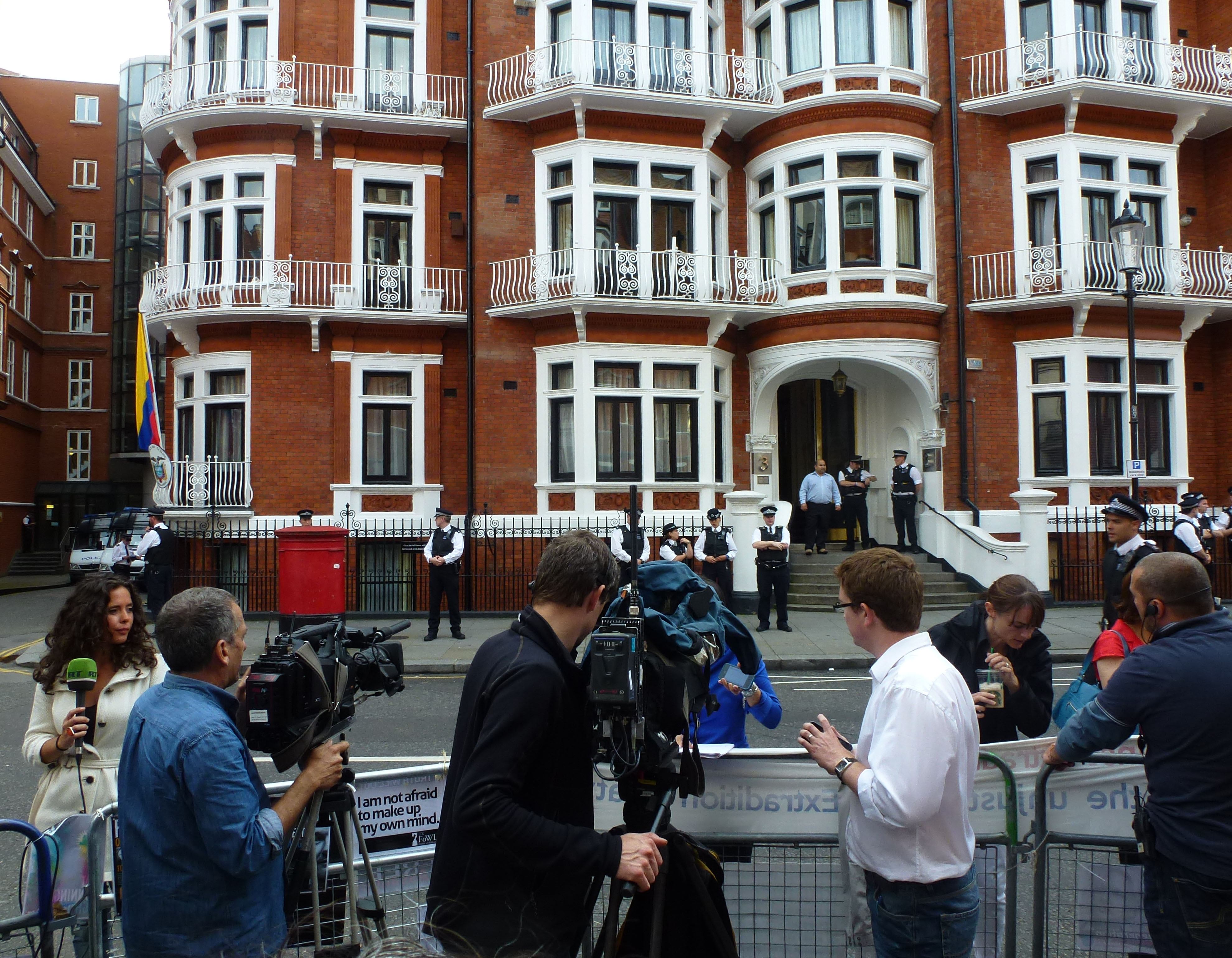
Ecuadorianische Botschaft in London, 16. August 2012

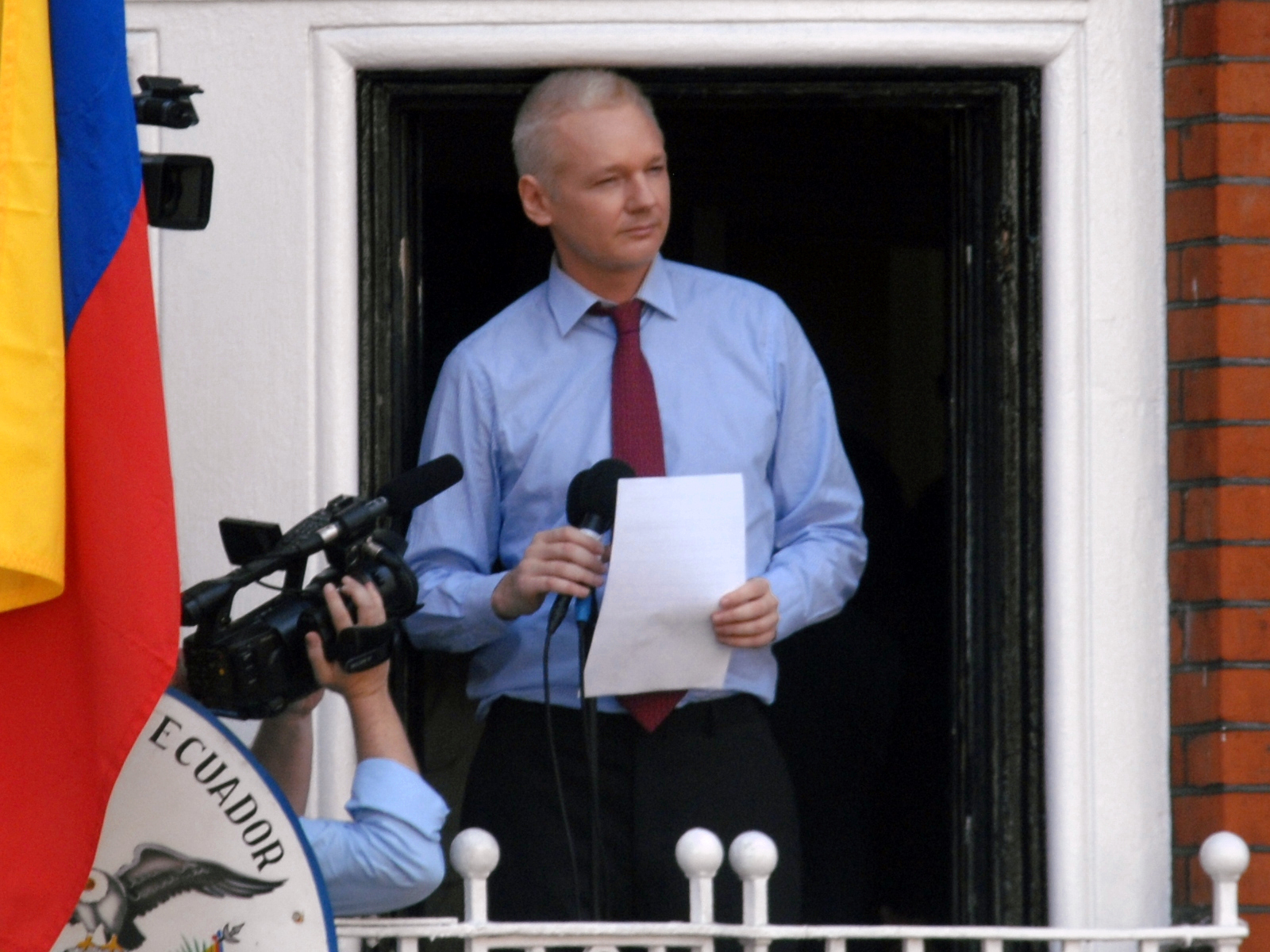
Assange auf dem Balkon der ecuadorianischen Botschaft in London am 19. August 2012

Um die erwartete Auslieferung nach Schweden zu verhindern, flüchtete Assange am 19. Juni 2012 unter Missachtung der Kautionsauflagen aus seinem erweiterten Hausarrest überraschend in die ecuadorianische Botschaft in London und beantragte dort politisches Asyl. Sein Heimatland Australien gewähre ihm nicht die notwendige Unterstützung und er befürchte, über Schweden in die Vereinigten Staaten ausgeliefert zu werden, wo ihm die Todesstrafe drohe. Schweden erklärte daraufhin, dass Auslieferungen nur unter strengen Bedingungen möglich seien und bei einer drohenden Todesstrafe niemals durchgeführt würden. Zudem hätten die USA noch gar keine Anklage erhoben. Im November 2013 erklärte die Obama-Regierung, dass sie Assange nicht wegen der Veröffentlichung geheimer Dokumente nach dem umstrittenen Spionagegesetz anklagen könnte. Der Außenminister Ecuadors, eines Unterzeichnerlandes der Allgemeinen Erklärung der Menschenrechte, Ricardo Patiño, erklärte im Juni 2012 zunächst, das Asylgesuch von Assange werde geprüft und Assange stehe unter dem Schutz der Botschaft. Die Botschafterin Ecuadors in London, Ana Albán Mora, wurde zu Konsultationen in ihr Heimatland zurückgerufen. Der linkspopulistische Präsident Ecuadors, Rafael Correa, war im Mai Gast bei Assanges Talkshow The World Tomorrow. Bereits im April 2011 hatte Ecuador die US-Botschafterin Heather M. Hodges ausgewiesen, nachdem sie Präsident Rafael Correa die Duldung von Korruption vorgeworfen hatte. Die USA hatten darauf ihrerseits mit der Ausweisung von Luis Gallegos, dem ecuadorianischen Botschafter in Washington, D.C., reagiert.
Da Assange mit der Flucht in die Botschaft gegen seine Kautionsauflagen verstieß, drohte ihm die britische Polizei mit der Festnahme, falls er die Botschaft wieder verlassen sollte. An seinem Asylbegehren wurde kritisiert, dass Ecuador entgegen Assanges Vorstellungen und Zielen 2012 in der jährlich von Reporter ohne Grenzen veröffentlichten Rangliste der Pressefreiheit weit unten auf Platz 104 stand. Jemima Khan, die einen Teil der Kaution für Assange hinterlegt hatte, äußerte sich über Twitter kritisch. Sie habe von ihm erwartet, sich den Vorwürfen in Schweden zu stellen. Andere prominente Unterstützer Assanges beteiligten sich hingegen an einer Kampagne zugunsten seines Asylbegehrens. Im Juli übernahm der spanische Jurist Baltasar Garzón kostenlos die Leitung der Verteidigung von Assange.
Die schwedische Staatsanwaltschaft lehnte ein Angebot von Assanges Anwälten, ihn in der Londoner Botschaft zu verhören, zunächst ab. Im August 2012 gab Ricardo Patiño bekannt, dass sein Land Julian Assange politisches Asyl gewähre. Der ehemalige britische Außenminister William Hague erklärte daraufhin, Großbritannien erkenne das „Prinzip des diplomatischen Asyls“ nicht an. Wenige Tage später hielt Assange vom Balkon des Botschaftsgebäudes eine vorher angekündigte Rede an Unterstützer, die sich auf der Straße versammelt hatten. Die Organisation Amerikanischer Staaten (OAS) beraumte wegen des diplomatischen Streits zwischen Großbritannien und Ecuador eine Dringlichkeitssitzung an.
Im August 2014 kündigte Assange an, die Botschaft „bald“ zu verlassen, was jedoch erst bei seiner Verhaftung im April 2019 geschah. Ecuadors Außenminister Ricardo Patiño wiederholte im Guardian veröffentlichte Aufrufe, Assanges Situation zu klären, und sagte, es seien „zwei verlorene Jahre“ vergangen, seit er die Botschaft betreten habe: „Wir rufen die internationale Gemeinschaft, insbesondere die Journalisten, erneut auf, sich einer dringend benötigten internationalen Kampagne anzuschließen, um Freiheit und Menschenrechte für Assange zu garantieren“. WikiLeaks-Sprecher Kristinn Hrafnsson erklärte: „Er ist jederzeit bereit zu gehen, sobald die lächerliche Belagerung draußen aufhört und ihm sichere Passage angeboten wird.“ Die Frage, ob Assange plane, sich der britischen Polizei zu stellen, die rund um die Uhr Wache vor der Botschaft hielt, verneinte Hrafnsson ausdrücklich.

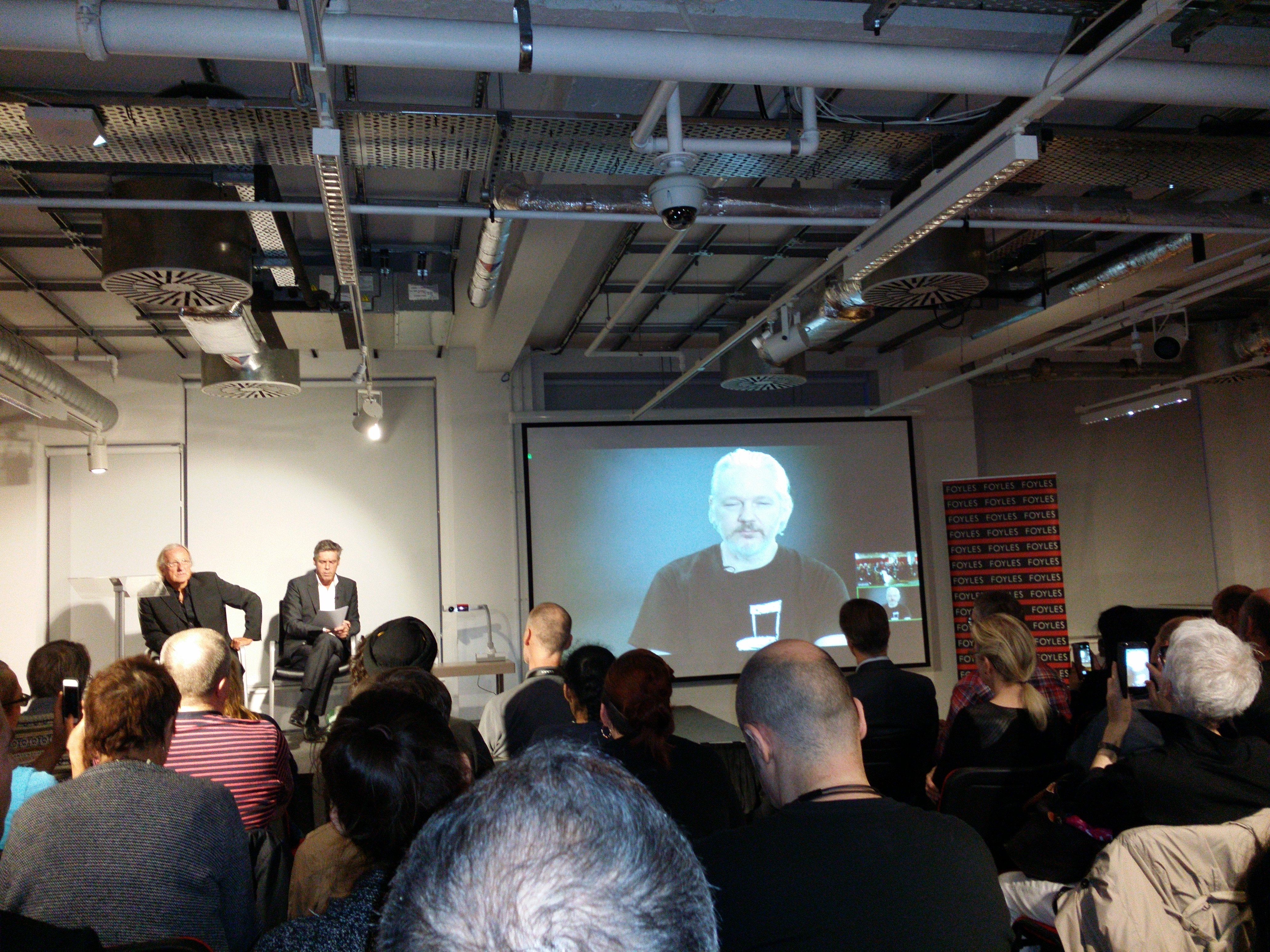
Der australische Journalist und Dokumentarfilmer John Pilger mit dem ehemaligen ABC-Fernsehjournalist Richard Gizbert auf der Bühne und Assange zugeschaltet per Video während der Buchlesung zu The WikiLeaks Files, Foyles, London, 29. September 2015

Im Juni 2015 lehnte Ecuador eine Anfrage Schwedens für eine Befragung Assanges in der Botschaft in London zunächst ab. Im Dezember 2015 einigten sich beide Länder schließlich nach längeren Verhandlungen auf die Bedingungen einer Befragung in Bezug auf den Vergewaltigungsvorwurf. Die Ermittlungen zu den übrigen Anklagepunkten mussten die schwedischen Behörden in der Zwischenzeit einstellen, da sie fünf Jahre nach der Anzeige im August 2015 verjährt waren. Im Januar 2016 übermittelte Schweden dann die Fragen, die von ecuadorianischen Beamten an Assange gestellt werden sollten, doch Ecuador lehnte die Befragung zunächst erneut ab. Ein weiterer Termin im Oktober 2016 wurde ebenfalls abgesagt.
Im September 2016 gab Assange über den Twitter-Account von WikiLeaks bekannt, dass er im Falle der Freilassung von Chelsea Manning bereit sei, sich selbst ausliefern zu lassen und gegebenenfalls eine Haftstrafe in den USA anzutreten. Nach der Begnadigung Mannings durch Obama im Januar 2017 zog er dieses Angebot wieder zurück.
Im November 2016 befragte die schwedische Staatsanwaltschaft Assange indirekt in der Botschaft. Weitere Ermittlungsmaßnahmen konnten nicht durchgeführt werden, da Assange eine formelle Zustellung der Vorwürfe in der Botschaft abgelehnt hatte und auch keine Aussicht bestand, dass Assange vor einem schwedischen Gericht erscheinen könne. Das Verfahren wurde daher im Mai 2017 vorerst eingestellt; die Schuldfrage konnte nicht geklärt werden (mehr dazu im Abschnitt Ermittlungsverfahren in Schweden).
Im März 2017 begann WikiLeaks unter dem Codewort Vault 7 eine Reihe von Dokumenten zu veröffentlichen, die einen tiefen Einblick in die Aktivitäten der Central Intelligence Agency (CIA) erlauben. Zu den geleakten Informationen gehörten auch Hacking-Tools der CIA. Sie bezeichnete den Leak letztendlich als „den größten Datenverlust in der Geschichte der CIA“. Der von Präsident Donald Trump neu eingesetzte CIA-Direktor Mike Pompeo bezeichnete WikiLeaks im Jahr 2017 als „nichtstaatlichen feindlichen Geheimdienst“. Pompeo und andere Spitzenbeamte der CIA wollten sich an WikiLeaks und Assange rächen und entwickelten Pläne, Assange wegen seiner Rolle bei den Vault-7-Leaks zu ermorden. In einer Erklärung im September 2021 sagte Laura Poitras, die Berichte über Versuche, sie selbst, Glenn Greenwald und Assange als „Informationsvermittler“ und nicht als Journalisten einzustufen, seien „erschütternd und eine Bedrohung für Journalisten weltweit“. „Dass die CIA sich auch verschworen hat, um die Überstellung und außergerichtliche Ermordung von Julian Assange zu erreichen, ist ein staatlich gefördertes Verbrechen gegen die Presse“, erklärte sie. Greenwald sagte: „Ich bin nicht im Geringsten überrascht, dass die CIA, eine seit langem autoritäre und antidemokratische Institution, einen Weg gefunden hat, den Journalismus zu kriminalisieren und Journalisten auszuspionieren und andere Angriffe auf sie zu verüben.“

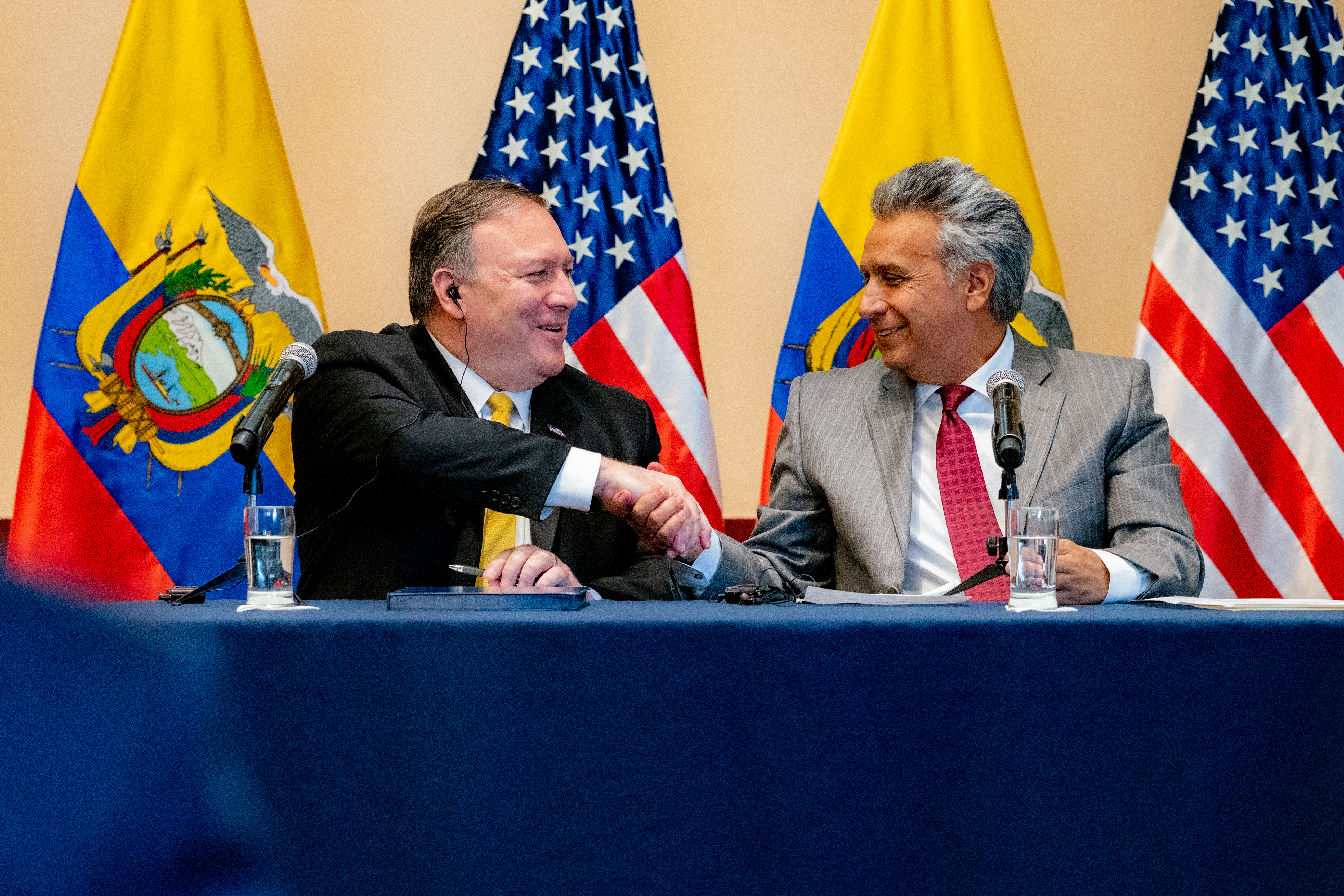
Ecuadors Präsident Lenín Moreno, der Assange das politische Asyl und die Staatsbürgerschaft entzog, mit dem US-amerikanischen Außenminister unter Präsident Trump, Mike Pompeo, 20. Juli 2019

Im Januar 2018 gab die Regierung Ecuadors die Einbürgerung Assanges bekannt. Im März 2018 entzog Ecuador nach kritischen Tweets Assanges diesem den Internetzugang, weil er wiederholt gegen die Vereinbarung verstoßen habe, keine Nachrichten zu verbreiten, „die eine Einmischung in die Beziehungen zu anderen Staaten vermuten lassen“. Medienberichten zufolge plante die Regierung von Ecuador mittlerweile, Assange das Asyl in der Botschaft zu entziehen und seinen Auszug einzuleiten. Der US-amerikanische Senat kontaktierte daraufhin Assange und sprach mit ihm über eine mögliche Zusammenarbeit im Zusammenhang mit den Untersuchungen bezüglich russischer Einflussnahmen auf die amerikanische Präsidentschaftswahl 2016.

### Verhaftung im April 2019 und Leben in Haft
Am 11. April 2019 wurde Assange innerhalb der Botschaft auf Aufforderung des ecuadorianischen Botschafters von der Londoner Polizei festgenommen, nachdem ihm der Präsident Ecuadors, Lenín Moreno, das Asylrecht entzogen hatte. Moreno hatte sich von der Politik seines Amtsvorgängers Correa distanziert und beabsichtigte, die Beziehungen zu den Staaten Nordamerikas und Europas wieder zu normalisieren. Zudem warf er Assange vor, durch sein aggressives und respektloses Verhalten die Grundlagen des Asylrechts während seines Aufenthalts in der Botschaft so sehr verletzt zu haben, dass die Weitergewährung des Asyls untragbar geworden sei. Außenminister Valencia erklärte, ihm lägen Garantien der britischen Regierung vor, dass Assange nicht in ein Land ausgeliefert werde, in dem die Menschenrechte verletzt würden. Ex-Präsident Correa und sein ehemaliger Außenminister kritisierten die Entscheidung und warfen Moreno vor, Assange „geopfert“ zu haben, um an zugesagte Kredite des Internationalen Währungsfonds zu gelangen. Das ecuadorianische Parlament hingegen begrüßte die Maßnahmen gegen Assange mit großer Mehrheit. Am Tag seiner Verhaftung wurde Assange die 2017 verliehene ecuadorianische Staatsbürgerschaft aberkannt. Dies wurde mit Unregelmäßigkeiten in den Papieren begründet.
Ein britisches Gericht begründete den Haftbefehl damit, Assange habe gegen Kautionsauflagen verstoßen, weil er zu einem früheren Gerichtstermin nicht erschienen war. Assanges Verteidiger, Baltasar Garzón, rief die ecuadorianische Regierung und den Präsidenten des Landes dazu auf, die „wahren Gründe“ für die Auslieferung Assanges an die britische Polizei zu nennen. Garzón bestritt irgendwelche Verstöße gegen Protokollregeln, bezeichnete die Asylinterpretation des Präsidenten Moreno als „willkürlich und inkonsistent“ und hielt es auch für „sehr ernst“, dass Assange die vor mehr als einem Jahr gewährte ecuadorianische Staatsbürgerschaft entzogen wurde: „Dies geschah ohne Rücksicht auf jegliche Verfahrensnorm und wir werden es vor der ecuadorianischen Justiz ansprechen.“ Eine Stunde nach Assanges Verhaftung verlangten die USA auf der Grundlage eines 2017 gestellten, aber bis dahin geheim gehaltenen Auslieferungsersuchens von Großbritannien die Überstellung Assanges. Sie warfen ihm gemeinschaftliche Verschwörung mit Chelsea Manning zum Eindringen in Rechnernetze der Regierung vor. Für diesen Vorwurf könnte Assange eine Höchststrafe von fünf Jahren Haft erwarten. Auch Schweden, das sein früheres Auslieferungsersuchen an Großbritannien 2017 wegen Aussichtslosigkeit zurückgezogen hatte, erwog in der neuen Situation eine neuerliche diplomatische Aktion.
Noch am Tag der Verhaftung wurde Assange einem Haftrichter vorgeführt und des Verstoßes gegen Kautionsauflagen schuldig gesprochen, da er sich durch seine Flucht in die ecuadorianische Botschaft der Justiz entzogen habe. Am 1. Mai 2019 verhängte der Southwark Crown Court in London eine Gefängnisstrafe von 50 Wochen. Damit wurde das Strafmaximum von 52 Wochen beinahe ausgeschöpft. Üblich sind in Großbritannien für den Verstoß gegen Kautionsauflagen Geldbußen oder Haftstrafen von wenigen Tagen. Andere mögliche Straftatbestände waren nicht Teil dieses Verfahrens. Eine Arbeitsgruppe des UN-Menschenrechtsrates, die sich bereits 2016 zum Botschaftsaufenthalt Assanges geäußert hatte, kritisierte die Verurteilung: Es sei eine unverhältnismäßige Strafe für ein unbedeutendes Vergehen; Assange solle freigelassen werden. Der britische Journalist Gordon Dimmack gab bekannt, Assange habe in einem Brief an ihn die Haftbedingungen im Hochsicherheitsgefängnis HMP Belmarsh kritisiert: Ihm seien nur zwei Besuche pro Monat erlaubt, seine Telefonkontakte seien stark eingeschränkt und er habe keinen Zugang zum Internet, zu einem Computer oder einer Bücherei – obwohl er dies brauche, um seine Verteidigung vorzubereiten. Die deutsche Botschaft in London bewertete diese Schilderungen als „durchaus denkbar“. Wegen der harten Haftbedingungen wird das Gefängnis auch die ‚britische Version von Guantánamo Bay‘ genannt.
Im Mai 2019 nahm die schwedische Staatsanwaltschaft die Ermittlungen gegen Assange wegen des Vorwurfes der Vergewaltigung wieder auf. Dies hatte zuvor die Anwältin der Frau beantragt, die den Vergewaltigungsvorwurf erhoben hatte. Daraufhin wurde ein europäischer Haftbefehl beantragt, der vom Bezirksgericht Uppsala jedoch nicht zugelassen wurde, da Assange bereits in Großbritannien inhaftiert sei und die Ermittlungen somit auch durch eine dortige Befragung zunächst weiterverfolgt werden könnten. Am 23. Mai 2019 erweiterten die USA ihre Anklage wegen der WikiLeaks-Veröffentlichungen auf insgesamt siebzehn Anklagepunkte – nun auch nach dem umstrittenen Spionagegesetz von 1917, unter anderem wegen der mutmaßlichen Offenlegung und Gefährdung von Geheimdienstquellen. Insgesamt ermöglicht diese erweiterte Anklage der USA ein theoretisches Strafmaß von maximal 175 Jahren Haft. Bereits kurz nach ihrer Vereidigung hatte die neue Trump-Regierung 2017 ein deutlich härteres Vorgehen gegen Assange angekündigt, nachdem die Regierung Obama eine Anklage Assanges nach dem Spionagegesetz noch ausgeschlossen hatte.
Infolge von Verschlechterung seines Gesundheitszustandes wurde Assange in den medizinischen Trakt des Gefängnisses verlegt. WikiLeaks äußerte in einem Statement Sorge um ihn (er habe in den sieben Wochen Haft deutlich an Gewicht verloren). Assanges schwedischer Verteidiger Per Samuelson erklärte, er habe am 24. Mai deswegen keine normale Unterhaltung mit ihm führen können. Nils Melzer, der Assange zusammen mit zwei medizinischen Experten im Hochsicherheitsgefängnis HMP Belmarsh besucht hatte, äußerte ebenfalls große Besorgnis, forderte am 31. Mai 2019 in einer Erklärung ein sofortiges Ende der „kollektiven Verfolgung“ von Assange und warf den USA und ihren Verbündeten „psychologische Folter“ (Weiße Folter) vor. Er warnte zudem insbesondere vor einer Auslieferung in die USA. Am 11. Juni 2019 erhielten Assanges Vater und der in Berlin lebende chinesische Künstler und Dissident Ai Weiwei die Möglichkeit, Assange im Hochsicherheitsgefängnis in London zu besuchen. Beide äußerten sich danach besorgt. Ai Weiwei forderte Großbritannien und Europa auf, Assange nicht ausliefern zu lassen: „Europa ist bekannt als Ort, an dem Menschenrechte und Pressefreiheit respektiert werden. Was Julian getan hat, ist, im 21. Jahrhundert dunkle, unbeschreibliche Vorfälle öffentlich zu machen, die staatliche Strukturen hatten“. Der Auslieferung nicht stattzugeben wäre auch nach einer entsprechenden Genehmigung durch britische Gerichte noch möglich, denn letztlich entscheidet der britische Innenminister darüber, ob tatsächlich ausgeliefert wird. Assanges Vater erklärte, seinem Sohn werde jede Möglichkeit vorenthalten, sich auf seine Anfechtungsklage gegen die Auslieferung vorzubereiten, und er wünschte sich, dass die australische Regierung ihrem Bürger diplomatische Hilfe leiste, da sein Sohn zum Opfer der britischen und schwedischen Strafverfolgungsbehörden gemacht worden sei.
Nachdem am 12. Juni 2019 ein offizielles Auslieferungsgesuch der USA für Assange vom britischen Innenminister formal angenommen worden war, wurde in einer gerichtlichen Anhörung zwei Tage später – bei der Assange per Videostream aus dem Gefängnis zugeschaltet war – entschieden, dass die Anhörung am 25. Februar 2020 beginnen solle. Da sich Assange wehrte, müssen über den Antrag der USA die verschiedenen britischen Gerichtsinstanzen bis hin zum Europäischen Gerichtshof für Menschenrechte entscheiden. Diesem sind sie auch nach dem Austritt aus der EU untergeordnet.
Im September 2019 wurde bekannt, dass Assange in der Botschaft ausspioniert wurde: Das mit der Sicherheit betraute spanische Sicherheitsunternehmen UC Global installierte dort heimlich Überwachungsgeräte und der US-Geheimdienst verschaffte sich Echtzeit-Zugriff darauf. Davon waren auch deutsche Medienmitarbeiter betroffen, wie Die Zeit zu berichten wusste: „Von der Überwachung seien neben Ärztinnen und Anwälten Assanges auch drei Mitarbeiter des NDR betroffen gewesen, teilte der Sender mit. Dies gehe aus Dokumenten und Videoaufnahmen hervor, die NDR und WDR vorliegen.“ Am 28. November 2019 erstattete der NDR Strafanzeige gegen UC Global.
Die am 1. Mai 2019 verhängte fünfzigwöchige Haftstrafe wegen Verstoßes gegen Kautionsauflagen hatte Assange „Ende September abgesessen, weil in England Strafen von unter einem Jahr nur zur Hälfte vollstreckt werden“. Auch danach musste Assange wegen des anhängigen US-amerikanischen Auslieferungsersuchens in Haft bleiben.
Im März 2020 wurde ein Antrag von Julian Assange auf Freilassung unter Kautionsauflagen wegen der Coronavirus-Pandemie vom zuständigen Gericht abgelehnt. Assanges Verteidigung hatte argumentiert, dass ihr Mandant durch seine angeschlagene Gesundheit im Gefängnis besonders gefährdet sei. Der Prozess über den Auslieferungsantrag der Vereinigten Staaten sollte am 18. Mai 2020 fortgesetzt werden.

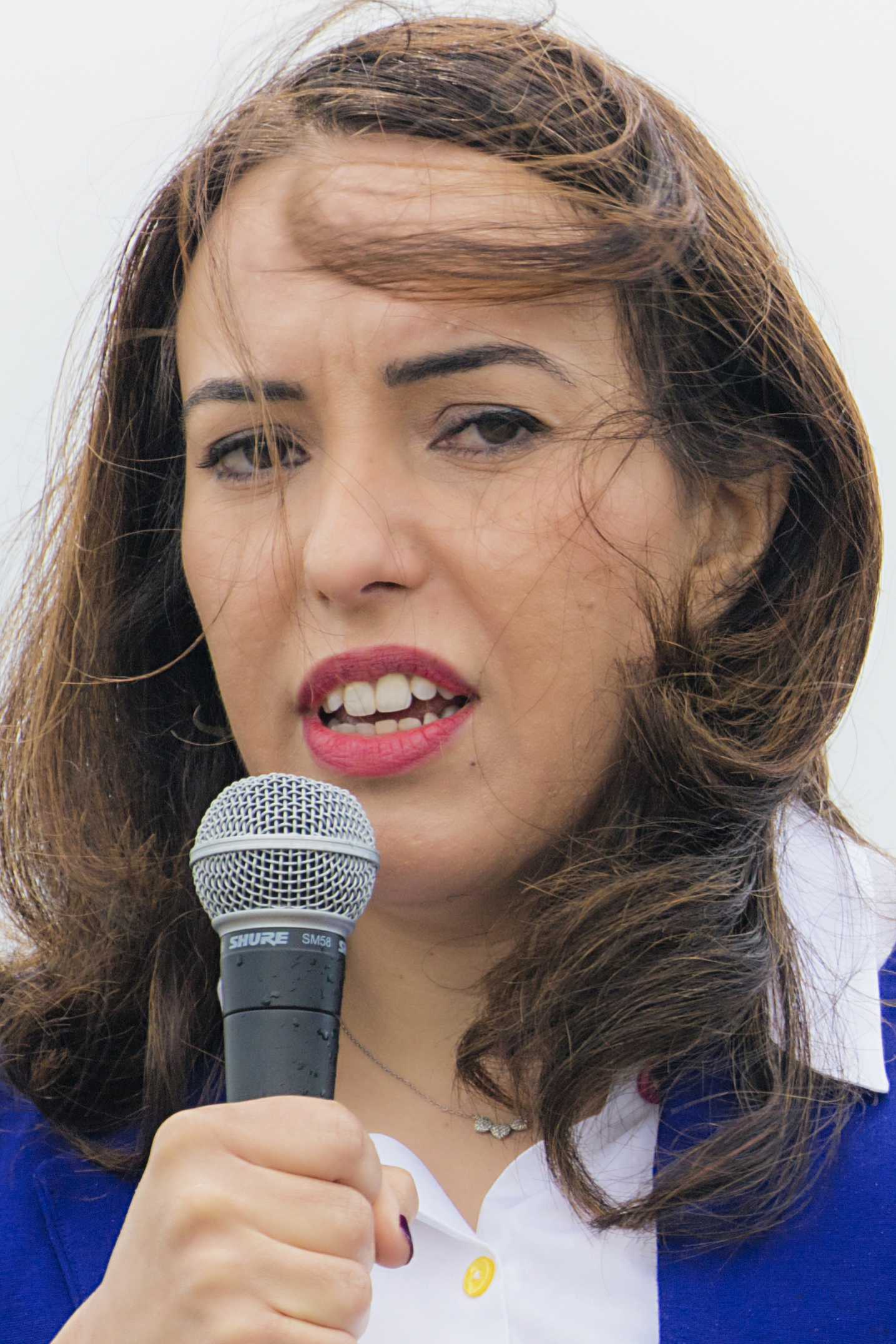
Stella Moris (Juni 2021), Frau und Anwältin von Assange

Die Bedingungen, unter denen die Gerichtsverhandlungen stattfinden, wurden von einigen Beobachtern stark kritisiert: Durch die schlechte Akustik im Saal und die Sicherheitsglasscheiben, hinter denen Assange saß, könne er nur sehr schwer der Verhandlung folgen, worauf er auch immer wieder durch Handzeichen aufmerksam mache. Zudem würden die permanent anwesenden Sicherheitskräfte eine vertrauliche Kommunikation mit der Verteidigung erschweren und Assange könne während der Verhandlung keinen Blickkontakt mit seinen Verteidigern aufnehmen, da diese mit dem Rücken zu ihm säßen. Einen Antrag, dass Assange neben der Verteidigung sitzen könne, lehnte die Richterin ab. Die Begleitung des Prozesses durch Pressevertreter war nur eingeschränkt möglich, da der Gerichtssaal des Woolwich Crown Court nur über eine Ersatzmikrofonanlage verfügt, so dass im angrenzenden Presseraum oft nur wenig, streckenweise gar nichts zu hören ist.
Im April 2020 wurde bekannt, dass Assange seit 2015 eine Beziehung mit seiner Anwältin Stella Moris führt. Das Paar hat zwei Söhne. Sie bat als Partnerin von Assange um seine Freilassung, weil sie sah, „dass sein Leben auf dem Spiel stehe […] Sie sorge sich um die Gesundheit und das Leben des Wikileaks-Gründers“. Im Juni 2021 erhielt Assange erstmals seit Monaten Besuch von seiner Familie. „Seit mehr als zwei Jahren sitzt Wikileaks-Gründer Julian Assange im Hochsicherheitsgefängnis Belmarsh. Nun wurde die Isolation kurz unterbrochen, der 49-Jährige konnte Frau und Kinder sehen. Die Situation sei ‚unerträglich und grotesk‘, so seine Verlobte, und fuhr fort: ‚Es kann so nicht weitergehen‘. Assange quäle sich, die Haft treibe ihn in eine ‚tiefe Depression und in Verzweiflung‘.“
Im Juni 2021 gab Moris-Smith Robertson erneut bekannt, dass Assange und sie planen, im Gefängnis zu heiraten. Die Gefängnisseelsorge habe ihr berichtet, dass es die erste Hochzeit seit mindestens zwölf Jahren in der Vollzugsanstalt sein werde. Die Braut hofft, „dass die neue US-Regierung unter Joe Biden die Anklage gegen ihren Partner fallenlässt.“
Die Trauung fand am 23. März 2022 im Londoner Hochsicherheitsgefängnis HMP Belmarsh statt. Das Brautkleid war von der Modeschöpferin Vivienne Westwood entworfen worden, jedoch wurde dem Paar kein offizielles Hochzeitsfoto gestattet. Im Jahr 2023 traf sich Assanges Frau und Anwältin mit Vertretern der deutschen Bundesregierung. Im Gefängnis war Assange laut Stella Moris pro Tag 22 Stunden in einer etwa drei mal zwei Meter großen Einzelzelle untergebracht. Er hatte kein Internet, durfte eine begrenzte Anzahl an Büchern besitzen und eineinhalb Stunden pro Woche unter Beobachtung Besuch empfangen. Assange habe, bevor er in eine andere Einzelzelle verlegt wurde, mit Wassereimern auf dem Bett schlafen müssen, weil das Gefängnis so verfallen sei, dass in Assanges vorheriger Einzelzelle Wasser von der Decke tropfte.

### Freilassung im Juni 2024
Am 24. Juni 2024 veröffentlichte ein US-amerikanisches Bezirksgericht auf den Nördlichen Marianen Gerichtsunterlagen, wonach sich Assange dort am 26. Juni in einer Anhörung der „unrechtmäßigen Beschaffung und Verbreitung von Verschlusssachen im Zusammenhang mit der Landesverteidigung der Vereinigten Staaten unter Verletzung von 18 U.S.C. § 793(g)“ schuldig bekennen, noch am selben Tag dafür verurteilt werden und anschließend nach Australien weiterreisen werde. Laut Wikileaks gingen der Verständigung lange Verhandlungen mit dem US-Justizministerium voraus und sie sei das Resultat von Kampagnen von „Basisbewegungen, Aktivisten für die Pressefreiheit, Gesetzgebern und Politikern aus dem gesamten politischen Spektrum bis hin zu den Vereinten Nationen“.
Am 25. Juni vermeldeten WikiLeaks und Assanges Ehefrau Stella, dass er auf Kaution aus der Haft entlassen worden sei und das Vereinigte Königreich verlassen habe. Er flog nach Saipan und bekannte sich am 26. Juni vor der US-Bundesrichterin Ramona Villagomez Manglona der Verschwörung zur Beschaffung und Weitergabe von Informationen zur nationalen Verteidigung schuldig. Weil Assange im Vereinigten Königreich bereits 62 Monate eingesessen hatte (1902 Tage), konnte er den Gerichtssaal als freier Mann verlassen. Er reiste direkt weiter in seine Heimat Australien. Insbesondere der australische Premierminister Anthony Albanese, dem Assange mit den Worten „Sie haben mir das Leben gerettet“ dankte, aber auch die australischen Botschafter in London und Washington, Stephen Smith und Kevin Rudd, hatten politischen Druck erzeugt, der laut Assanges Anwalt Greg Barns für die Freilassung ausschlaggebend gewesen sei.

### Assange im Europarat 2024
Seinen ersten öffentlichen Auftritt, nachdem er das britische Hochsicherheitsgefängnis Belmarsh verließ, hatte Julian Assange vor dem Europarat in Frankreich, wo er am 1. Oktober 2024 auf Einladung des Menschenrechtsausschusses der Parlamentarischen Versammlung des Europarates (PACE) an einer Sitzung teilnahm und eine Rede hielt. Er beschrieb darin die 14 Jahre außergerichtlicher Verfolgung und Inhaftierung, die er erlitt, erhob gegen die Vereinigten Staaten und das Vereinigte Königreich schwere Vorwürfe, sprach über seine Haftbedingungen und die Auswirkungen seiner Verfolgung auf die Menschenrechte. Während seiner Anhörung sagte Assange, dass er durch die Prüfung seines Falles andere Journalisten schützen wollte und schilderte auch die menschenunwürdige Behandlung des CIA-Whistleblowers Joshua Schulte, der für die Offenbarung von Machenschaften und Abhörtechniken der CIA (Vault 7) zu 40 Jahren Haft verurteilt wurde und der US-Soldatin Chelsea Manning, die Dokumente zu Kriegsverbrechen während der US-Militäreinsätze im Irak, in Afghanistan sowie Dokumente zum Foltereinsatz aufdeckte. Er ging auch auf die Ermordung von Journalisten in Gaza und die Programmierung von Zielen in Gaza mithilfe von KI ein. Assange erläuterte, warum er sich auf die Verständigungsvereinbarung mit dem US-Justizministerium einließ – nach 14 Jahren unter Hausarrest, Belagerung in der Botschaft und dann Isolationshaft im Hochsicherheitsgefängnis, hätte er seinen Fall vor dem Obersten Gerichtshof gewinnen können, je nachdem, wie die Mehrheitsverhältnisse dort seien. Ob er diese Prozedur überlebt hätte, sei aber fraglich gewesen. „Ich habe mich schließlich für die Freiheit und gegen eine unerreichbare Gerechtigkeit entschieden, nachdem ich jahrelang inhaftiert war und mir eine 175-jährige Haftstrafe ohne wirksame Rechtsmittel drohte.“ Er betonte: „Ich bin heute nicht frei, weil das System funktioniert hat. Ich bin heute nach Jahren der Inhaftierung frei, weil ich mich des Journalismus schuldig bekannte. Ich habe mich schuldig bekannt, Informationen von einer Quelle eingeholt zu haben. Ich habe mich schuldig bekannt, Informationen von einer Quelle erhalten zu haben. Und ich habe mich schuldig bekannt, die Öffentlichkeit über diese Informationen informiert zu haben. Für etwas anderes habe ich mich nicht schuldig bekannt.“ Damit sei ein gefährlicher Präzedenzfall geschaffen worden. Gerechtigkeit für ihn sei „nun ausgeschlossen“, auch in der Zukunft, weil Washington in der Verständigungsvereinbarung aufgenommen hat, dass er keine Klage beim Europäischen Gerichtshof für Menschenrechte (EGMR), eine Institution des Europarats, erheben oder gar einen Antrag auf Informationsfreiheit in den USA einreichen darf, um zu erfahren, was ihm aufgrund des Auslieferungsersuchens angetan wurde. Er erklärte zum Schluss: „Ich möchte dieser Versammlung, den Konservativen, Sozialdemokraten, Liberalen, Linken, Grünen und Unabhängigen, die mich während dieser Tortur unterstützt haben, und den unzähligen Menschen, die sich unermüdlich für meine Freilassung eingesetzt haben, meinen tiefsten Dank aussprechen. Es ist ermutigend zu wissen, dass es in einer Welt, die oft durch Ideologie und Interessen gespalten ist, immer noch ein gemeinsames Engagement für den Schutz der grundlegenden menschlichen Freiheiten gibt.“
Am 2. Oktober 2024 verabschiedete die PACE auf Grundlage des Berichts von Þórhildur Sunna Ævarsdóttir (Island, SOC) die Resolution „Inhaftierung und Verurteilung sowie deren abschreckender Wirkung auf die Menschenrechte“ mit deutlicher Mehrheit, in der Assange der Status als politischer Gefangener zuerkannt wurde und sein Fall als „ein prominentes Beispiel transnationaler Repression“ bezeichnet wird.
Die Resolution forderte die USA, ein Beobachterstaat des Europarates, auf, sein Spionagegesetz von 1917 „dringend zu reformieren“, um seine Anwendung auf Verleger, Journalisten und Whistleblower auszuschließen, die Dokumente offenlegen, um die Öffentlichkeit auf schwere Verbrechen aufmerksam zu machen. Der Ausschuss erklärte, dass das Versäumnis der zuständigen US-Behörden, die mutmaßlichen Täter von Kriegsverbrechen und Menschenrechtsverletzungen, die von US-Staatsbediensteten begangen wurden, strafrechtlich zu verfolgen, in Verbindung mit der harten Behandlung von Assange und Manning „den Eindruck erweckt, dass die Regierung der Vereinigten Staaten mit der strafrechtlichen Verfolgung von Herrn Assange das Ziel verfolgte, das Fehlverhalten von Staatsbediensteten zu vertuschen, anstatt die nationale Sicherheit zu schützen“. Der Umgang mit Assange habe einen „gefährlichen Abschreckungseffekt“ gehabt, der den Schutz von Journalisten und Whistleblowern auf der ganzen Welt untergrabe. Großbritannien wurde aufgefordert, seine Auslieferungsgesetze zu überprüfen sowie eine unabhängige Überprüfung der Behandlung von Assange durch die zuständigen Behörden durchzuführen. Den britischen Behörden warf der Europarat vor, das Recht auf freie Meinungsäußerung und das Recht auf Freiheit von Assange nicht wirksam geschützt zu haben. Trotz des politischen Charakters der Anschuldigungen gegen Assange hätten sie ihn einer inakzeptabel langen Haft ausgesetzt.

## Ermittlungsverfahren

### Vergewaltigungsvorwurf in Schweden und internationaler Haftbefehl
Im August 2010 hatten sich zwei Frauen bei der schwedischen Polizei gemeldet und Vorwürfe gegen Assange erhoben, ohne dabei Anzeige zu erstatten. Beide erklärten, sie hätten Assange zunächst verehrt und ihn jeweils nach einem Seminar Mitte August 2010 in Stockholm mit in ihre Wohnung genommen. Beide zeigten demnach zudem auch ihr sexuelles Interesse, bestanden aber auf geschütztem Geschlechtsverkehr. Später in der Nacht sei es mindestens einmal zu einvernehmlichem Geschlechtsverkehr gekommen, bei dem Assange unwillig ein Kondom benutzt habe. Am Morgen, nachdem sich die eine Frau neben Assange in das Bett gelegt habe und eingeschlafen sei, habe sie nach dem Aufwachen festgestellt, dass Assange gerade ungeschützten Sex mit ihr ausführte. Geschlechtsverkehr mit einer Schlafenden wird laut schwedischem Strafgesetzbuch (Kapitel 6, Paragraf 1) als Vergewaltigung angesehen und wurde später von der Staatsanwaltschaft als Vergewaltigung in einem minder schweren Fall gewertet. Beide Frauen gingen erst zur Polizei, als sie in einem Gespräch von den ähnlichen Erfahrungen der jeweils anderen erfuhren. Laut Assange war der Geschlechtsverkehr einvernehmlich und die Initiative sei von den Frauen ausgegangen. Laut Aussage von Nils Melzer wollten die Frauen ihn zu einem HIV-Test zwingen lassen; der Vergewaltigungsvorwurf sei hingegen „konstruiert“ und auf der Anzeige einer der Frauen fehle die Unterschrift. Eine der beiden Frauen veröffentlichte 2021, nach Ablauf der Verjährungsfrist, das Buch I skuggan av Assange (auf Deutsch unter dem Titel Im Schatten von Assange übersetzt).
Einen Tag nachdem die schwedische Piratenpartei WikiLeaks ihre Server in Solna angeboten hatte, wurde am 20. August 2010 ein Haftbefehl gegen Assange wegen Vergewaltigung erlassen, am Tag darauf aber zunächst wieder aufgehoben, da die Ermittlungsbehörde den Vorwurf der Vergewaltigung als unbegründet ansah; die Ermittlungen hierzu wurden eingestellt, die Ermittlungen zum anderen Fall wegen möglicher sexueller Nötigung fortgeführt. Nach Assanges Antrag auf eine dauerhafte Aufenthalts- und Arbeitsgenehmigung bei der schwedischen Zuwanderungsbehörde nahm die schwedische Ermittlungsbehörde – unter der neuen Staatsanwältin (överåklagare in Schweden) Marianne Ny – am 1. September 2010 ihre Ermittlungen gegen Assange wieder auf, in einem Fall wegen Vergewaltigung und im anderen Fall wegen „sexueller Nötigung und sexueller Belästigung“. Assange bestritt die Vorwürfe und sprach von „schmutzigen Tricks“ seiner Gegner. Seine Unterstützer sahen das Verfahren als Schmierkampagne politischer Gegner an, um WikiLeaks zu schaden. Staatsanwältin Marianne Ny betonte daraufhin im Dezember 2010, keinerlei politischem oder anderweitigem Druck ausgesetzt zu sein.
Assange blieb nach Beginn der Ermittlungen zunächst drei Wochen in Schweden, um sich gegebenenfalls einer Befragung zu stellen; laut seinem Anwalt war er auch zu einer Aussage unter Eid bereit. Nach Nys eigenen Angaben fragte Assange sie persönlich, ob er aus dem Land ausreisen dürfe, was sie erlaubt habe. Laut Darstellung Nils Melzers gab es eine schriftliche Bestätigung der schwedischen Staatsanwaltschaft, dass Assange „Schweden für kurzfristige Abwesenheiten verlassen“ dürfe, was Assange daraufhin getan habe.
Am 18. November 2010 beantragte die schwedische Staatsanwaltschaft erneut einen Haftbefehl wegen Vergewaltigung, sexueller Belästigung und Nötigung; das zuständige Amtsgericht beschloss einen international wirkenden Haftbefehl. Assange ging in Berufung. Das zweithöchste schwedische Gericht ließ den Haftbefehl bestehen, milderte jedoch den Anklagepunkt der Vergewaltigung auf „minder schwere Vergewaltigung“ ab. Am 1. Dezember 2010 wurde bekannt, dass Interpol eine „Red Notice“ gegen Assange erlassen hatte. Diese „roten Mitteilungen“ bzw. „Red Notices“ bedeuten, dass die 194 Mitgliedsstaaten von Interpol das Land, aus dem der ursprüngliche Haftbefehl stammt, bei der Suche nach einer Person „mit Blick auf ihre Festnahme und Auslieferung“ unterstützen sollen. Dies ist das schärfste Mittel, das Interpol zur Verfügung steht. Im Deutschen wird dies häufig als „internationaler Haftbefehl“ bezeichnet, angewendet wurde hierbei die spezielle Regelung des „Europäischen Haftbefehls“. Interpol selbst vermeidet jedoch im englischen Sprachgebrauch die Bezeichnung „Arrest warrant“ (englisch für Haftbefehl), um den Unterschied zu den nationalen Haftbefehlen zu betonen. Assange wurde wegen des gegen ihn in Schweden erhobenen Vergewaltigungsvorwurfs gesucht. Sein Anwalt hatte wenige Stunden vor der Veröffentlichung der „Red Notice“ durch Interpol ein Berufungsgericht in Schweden angerufen und die Aufhebung des schwedischen Haftbefehls beantragt.
Am 7. Dezember 2010 stellte sich Assange in London der Polizei und wurde in Untersuchungshaft genommen. Er befand sich im Gefängnis Wandsworth. Eine Woche später entschied ein Londoner Gericht, Assange gegen eine Kaution von 200.000 britischen Pfund in bar (ca. 240.000 €) zuzüglich der Bereitstellung von 40.000 Pfund durch zwei Bürgen freizulassen. Außerdem musste er eine elektronische Fußfessel tragen und eine Reihe weiterer Auflagen einhalten. Nachdem die britische Staatsanwaltschaft Berufung gegen die Freilassung eingelegt hatte, entschied das Gericht am 16. Dezember 2010, Assange dennoch zu den oben genannten Bedingungen auf Kaution aus der Haft zu entlassen, was noch am selben Tag geschah. Der Journalist Vaughan Smith beherbergte Assange und bekannte sich öffentlich zu seiner Unterstützung. Im Januar 2011 fand eine kurze Verhandlung in London statt, eine weitere Anhörung zur möglichen Auslieferung nach Schweden begann im Februar und wurde weiter vertagt. Der Londoner Magistrates’ Court entschied noch im Februar, dass Assange an Schweden ausgeliefert werden dürfe. Assange legte dagegen Berufung ein; das Berufungsverfahren vor dem Londoner High Court begann im Juli 2011. Am 2. November 2011 entschied der High Court, dass Assange von Großbritannien nach Schweden ausgeliefert werden dürfe.
Assange legte dagegen eine letzte Berufung beim höchsten Gericht, dem Supreme Court, ein, die am 16. Dezember 2011 für zulässig erklärt wurde, weil der juristische Streit grundsätzliche Bedeutung habe. Am 1. Februar 2012 begann hierzu eine zweitägige Anhörung. Am 30. Mai entschied dieses Gericht, dass Assange ungeachtet der Möglichkeit, den Europäischen Gerichtshof für Menschenrechte anzurufen, innerhalb von zehn Tagen nach Schweden ausgeliefert werden müsse. Es billigte den Verteidigern Assanges allerdings eine Frist von zwei Wochen zu, um einen Antrag auf eine Neuaufnahme des Falls einzureichen. Innerhalb dieser Zeit werde Assange nicht ausgeliefert werden. Am 12. Juni 2012 stellte Assange einen entsprechenden Antrag, der jedoch zwei Tage später abgewiesen wurde. Damit konnte Assange ab dem 28. Juni innerhalb von zehn Tagen von Großbritannien nach Schweden ausgeliefert werden.
Um die erwartete Auslieferung nach Schweden zu verhindern, entledigte sich Assange am 19. Juni 2012 seiner elektronischen Fußfessel, flüchtete in die ecuadorianische Botschaft in London und bat dort um politisches Asyl. Laut seiner Darstellung fürchtete er, dass er nach seiner Auslieferung nach Schweden von dort weiter in die USA ausgeliefert würde. Am 16. August teilte Außenminister Ricardo Patiño in Quito mit, dass Assange Asyl in Ecuador gewährt werde. Ein Vertreter des britischen Außenministeriums hatte jedoch kurz zuvor erklärt, dass Assange festgenommen werde, sobald er die ecuadorianische Botschaft verlasse.
Obwohl Assanges Antrag auf Aufhebung des schwedischen Haftbefehls scheiterte, sagte er im Sommer 2014, dass er die Botschaft bald verlassen werde. Im Herbst 2014 legte Assange eine Beschwerde bei der UN vor, in der er den Aufenthalt in der Botschaft als unrechtmäßig kritisierte, da er einer Inhaftierung gleichkomme. Das rechtlich nicht bindende Gutachten des UN-Gremiums fiel zu seinen Gunsten aus.
Im März 2015 gab Staatsanwältin Marianne Ny bekannt, dass sie Ecuador um Erlaubnis für eine Befragung Assanges in der Londoner Botschaft bitten würde. Laut Ecuador kam am 12. Juni 2015 dann eine offizielle Anfrage für eine Befragung am 17. Juni. Ecuador lehnte den Zugang der schwedischen Staatsanwälte in die Botschaft daraufhin aber ab und forderte dafür zunächst ein internationales Justizkooperationsabkommen, welches wiederum laut schwedischer Darstellung völkerrechtlich nicht vorgeschrieben sei. Sowohl Großbritannien als auch Assange selbst hatten einer Befragung dagegen zugestimmt. Im August 2015 verjährten die Anschuldigungen wegen sexueller Belästigung und Nötigung und wurden daher von der schwedischen Staatsanwaltschaft fallen gelassen. Das Verfahren wegen des Vorwurfes der Vergewaltigung blieb aber vorerst bestehen.
Nach sechs Monaten Verhandlung einigten sich Schweden und Ecuador schließlich im Dezember 2015 auf die Rahmenbedingungen einer Befragung Assanges in der Londoner Botschaft Ecuadors. Im Januar 2016 übermittelte die schwedische Staatsanwaltschaft dann die Fragen an Ecuador, das eine Befragung zunächst ablehnte. Ein weiterer Befragungstermin im Oktober wurde ebenfalls abgesagt.
Erst ab dem 14. November 2016 konnte Assange schließlich in der ecuadorianischen Botschaft zu dem Vergewaltigungsvorwurf befragt werden. Die von der schwedischen Oberstaatsanwältin Ingrid Isgren eingereichten Fragen wurden dabei von einem ecuadorianischen Kollegen gestellt und die Antworten wurden anschließend durch Ecuador an Schweden übermittelt. Im Mai 2017 teilte die schwedische Staatsanwaltschaft mit, dass sie die Ermittlungen gegen Assange vorerst einstelle, da es aktuell keine Möglichkeit gebe, sie weiterzuführen, wobei die Schuldfrage weiterhin nicht geklärt sei. Die Befragung Assanges in der Botschaft 2016 habe zu weiteren Ermittlungsmaßnahmen geführt, für die Assange in Schweden zu einem späteren Zeitpunkt vor Gericht erscheinen müsse, da er eine formelle Zustellung der Vorwürfe in der Botschaft abgelehnt habe.
Nach der Verhaftung Assanges am 11. April 2019 in London wegen Vorwürfen der britischen und der US-Justiz nahm die schwedische Staatsanwaltschaft am 13. Mai 2019 die Ermittlungen gegen Assange wegen des Vergewaltigungsvorwurfes erneut auf. Dies war bereits am Tage von Assanges Verhaftung von der Anwältin der Frau beantragt worden, die den Vergewaltigungsvorwurf gegen Assange erhoben hatte. Am 20. Mai 2019 beantragte die schwedische Staatsanwaltschaft beim Bezirksgericht Uppsala erneut einen Haftbefehl gegen Assange. Das Gericht folgte diesem Antrag aber nicht, sondern entschied am 3. Juni, dass die Ermittlungen auch weitergeführt werden könnten, wenn Assange in London befragt würde. Eine formelle Inhaftierung in Schweden sei dafür nicht notwendig, da er bereits in Großbritannien im Gefängnis sitze. Am 19. November 2019 gab die schwedische Staatsanwaltschaft bekannt, dass die Voruntersuchungen zum Vergewaltigungsvorwurf eingestellt wurden, da es keine ausreichenden Beweise für eine Verurteilung mehr gebe. Da der Vorfall inzwischen lange zurückliege, habe sich die Beweislage deutlich abgeschwächt. Nach fast einem Jahrzehnt erinnerten sich die Zeugen nicht mehr genau, trotzdem halte man die Klägerin für glaubhaft. Gegen die Entscheidung könne Widerspruch eingelegt werden.

### Nils Melzer zu dem Vergewaltigungsvorwurf
Ende Januar 2020 sprach Nils Melzer in einem Interview mit dem schweizerischen Online-Magazin Republik über die Erkenntnisse seiner Untersuchung im Fall von Julian Assange. Er stellte die Frage, weshalb sich ein Mensch neun Jahre lang in einer strafrechtlichen Voruntersuchung zu einer Vergewaltigung befunden habe, ohne dass es je zur Anklage gekommen sei. Polizei und Staatsanwaltschaft in Schweden hätten den Vorwurf der Vergewaltigung gegen Assange konstruiert und die falschen Verdächtigungen unmittelbar der Presse gesteckt. Die betroffene Frau S. W. habe demnach nie ihre nachträglich durch die Polizei manipulierte Aussage unterschrieben. Melzer erhob schwere Vorwürfe gegenüber den US-amerikanischen, britischen, ecuadorianischen und schwedischen Behörden. Sie hätten den Fall durch Formalismen vorsätzlich bald zehn Jahre hinausgezögert, um Assange durch lange Isolierung und psychische Folter denkunfähig und durch eine Schmutzkampagne angreifbar zu machen. Melzer, der die Sachverhalte aufgrund seiner Schwedischkenntnisse anhand der Originalunterlagen prüfte, erklärte: „Wir müssen aufhören zu glauben, dass es hier wirklich darum gegangen ist, eine Untersuchung wegen Sexualdelikten zu führen.“ Anfang Februar 2020 erklärte Melzer – auch in einem Interview im ZDF –, die Vergewaltigungsvorwürfe gegen Assange seien erfunden. Laut der Neuen Zürcher Zeitung (NZZ) gibt es für Melzers Theorie, dass die Anklage konstruiert war, Puzzleteile, die zusammenpassen. Doch diese und auch weitere Umstände des Ablaufs sowie gewisse personelle Verflechtungen in Schweden seien Indizien und nicht stringente Beweise. Nach Meinung der Rechtswissenschaftlerin Tatjana Hörnle reicht Melzers öffentliche Beweisführung für die gravierenden Vorwürfe nicht aus. Melzer wies diverse Ausführungen von Hörnle zurück. Die Frau, die Assange vorwarf, sie sexuell bedrängt zu haben, und mit der Melzer direkten Kontakt hatte, warf Melzer unter anderem vor, sie persönlich zu verleumden und teilweise die Unwahrheit über die Ermittlungen verbreitet zu haben, etwa über die Bereitschaft Assanges, zu den Vorfällen auszusagen. Melzer veröffentlichte eine Stellungnahme, in der er versuchte, Missverständnisse aufzuklären, und der Hoffnung Ausdruck gab, dass diese nicht von den eigentlichen Problemen im Fall Assange ablenken. Später sagte die Frau, dass Assanges Verhalten für sie keine Straftat gewesen sei und sie Assange „lange verziehen“ habe.

### Verfahren zur Auslieferung in die USA
Spätestens ab Mitte März 2010 stand Julian Assange im besonderen Fokus der US-Justiz. Eine 2011 zusammengestellte Grand Jury sollte untersuchen, ob Assange nach dem Espionage Act von 1917 angeklagt werden könne. Gestützt auf dieses Gesetz wurden die Kommunisten Ethel und Julius Rosenberg wegen Spionage für die Sowjetunion angeklagt, zum Tode verurteilt und 1953 hingerichtet.
Die ursprüngliche Intention des Gesetzes gegen Spionage war im Kalten Krieg von Bedeutung, hat jedoch mit der Situation zu Beginn des 21. Jahrhunderts wenig zu tun. 1971 wurde Daniel Ellsberg, der die Pentagon-Papiere veröffentlicht hatte, erstmals als Whistleblower unter dem Gesetz angeklagt, worauf besonders unter Präsident Barack Obama weitere Anklagen gegen Whistleblower unter dem Espionage Act erfolgten. Kritiker sehen darin einen Widerspruch zum ersten Zusatzartikel zur Verfassung der Vereinigten Staaten, der die Presse- und Redefreiheit garantiert. Der Whistleblower Edward Snowden sieht bei einer Anklage nach dem Espionage Act keine Möglichkeit eines fairen Verfahrens, weil die Geheimhaltung der Informationen die Jury daran hindere, die Motive des Angeklagten zu berücksichtigen.

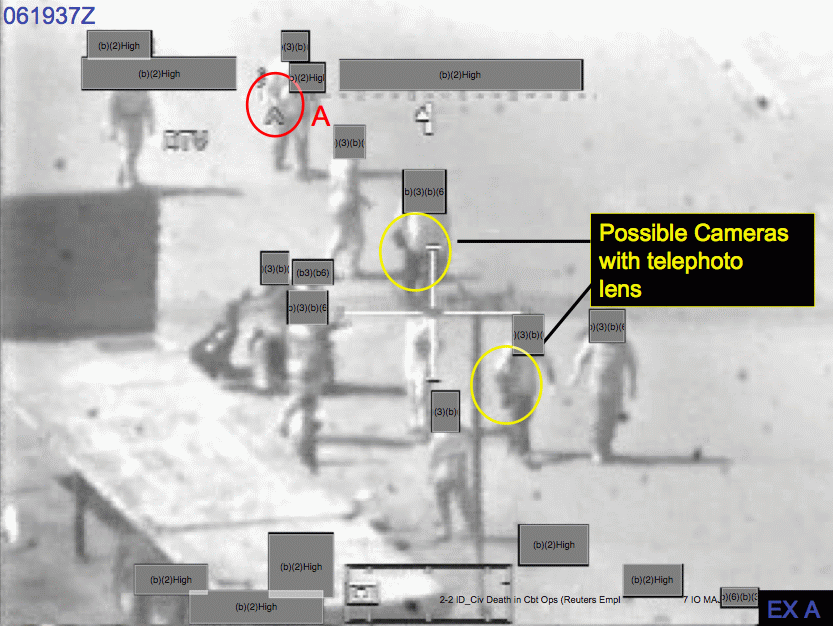
Collateral Murder – das vom US-Militär zurückgehaltene Video vom 12. Juli 2007 im Irak dokumentierte die Tötung von zehn Menschen, darunter zwei Reuters-Journalisten, und die augenscheinliche Freude der US-Kampfhubschrauberpiloten am Töten. Das war eine der Enthüllungen von WikiLeaks und löste 2010 eine Mediensensation aus.

Nach der Verhaftung von Chelsea Manning (früher: Bradley Manning) – der vorgeworfen wurde, das Video Collateral Murder und die Veröffentlichung von Depeschen US-amerikanischer Botschaften durch Wikileaks in die Wege geleitet zu haben – sollte zudem als Anklagepunkt auch der unautorisierte Zugang zu einem Rechnernetz und der Diebstahl von Regierungseigentum untersucht werden. Assange selbst berief sich auf den Freedom of Information Act; er habe das Material nur veröffentlicht, nicht selbst beschafft, und der Name Manning sei ihm erst aus den Medien bekannt geworden. Laut einer Anklageschrift von 2019 lagen den USA zu einem späteren Zeitpunkt die Chatprotokolle einer direkten Kommunikation zwischen Assange und Manning von Anfang März 2010 vor, also von kurz vor dem Beginn der Veröffentlichungen auf WikiLeaks.
Assange befürchtet seit seinem Aufenthalt in Großbritannien und dem internationalen Haftbefehl Schwedens 2010 eine Auslieferung in die USA. Die USA versuchten, Hilfe von Deutschland, dem Vereinigten Königreich, Australien sowie anderen Verbündeten zu erhalten. Deshalb gab er Ende 2010 bekannt, dass, sollte ihm etwas zustoßen, WikiLeaks auf 2000 Websites weltweit alle noch nicht veröffentlichten Dokumente insgesamt ins Netz stellen würde.
Laut den Aussagen in den Global Intelligence Files eines ehemaligen Bundesagenten und damaligen Vizepräsidenten des amerikanischen Unternehmens Strategic Forecasting (Stratfor) soll die US-Regierung spätestens ab Januar 2011 eine „versiegelte Anklageschrift“ (sealed indictment) gegen Assange vor einer Grand Jury vorbereitet haben. Das Justizministerium der Vereinigten Staaten nahm dazu zunächst keine Stellung. In den USA kann eine Anklageschrift versiegelt werden, um sie geheim zu halten. Bis zum Sommer 2012 gelang es den Behörden der Vereinigten Staaten nicht, eine Anklage gegen Assange zu formulieren oder einen Auslieferungsantrag an Großbritannien zu stellen. Auch das schwedische Justizministerium erklärte im August, von keinem US-Auslieferungsantrag zu wissen. Die zuständige Direktorin im schwedischen Justizministerium betonte, dass gemäß der Grundrechte-Charta der EU eine Auslieferung in die USA nur dann möglich sei, wenn keine Gefahr für das Leben des Gefangenen bestehe.
Im November 2013 erklärte das US-Justizministerium unter Obama, dass Assange wegen der Veröffentlichung geheimer Dokumente nicht angeklagt werden könne, da man sonst gleichzeitig auch Journalisten und Medien wie The Guardian oder die New York Times anklagen müsse, die ebenfalls vielfach im Rahmen ihrer Arbeit geheime Dokumente veröffentlicht hatten. Staatsangestellte wie Chelsea Manning oder Edward Snowden hingegen, die vertragswidrig geheime Informationen entwendet hatten, konnten nach dem Spionagegesetz angeklagt werden. Weitere Untersuchungen der Grand Jury zu WikiLeaks kamen zum Schluss, dass Assange für eventuelle weitere kriminelle Aktivitäten angeklagt werden könnte, allerdings gäbe es zum gegebenen Zeitpunkt keine geheime Anklage der Grand Jury.
Nach Donald Trumps Amtseinführung im Januar 2017 teilte der von ihm ernannte neue US-Justizminister Jeff Sessions im April 2017 mit, dass die Festnahme Assanges sowie die Bekämpfung der Veröffentlichung von Staatsgeheimnissen unter der neuen Regierung Priorität bekommen habe. Es sollten Anklagen gegen Assange vorbereitet werden – auch wegen Verstoßes gegen das Spionagegesetz. Im August 2017 unterbreitete der US-Republikaner Dana Rohrabacher in der Botschaft Ecuadors in London Assange, unter Beisein seiner Anwältin Jennifer Robinson, ein Begnadigungsangebot, obwohl es zu diesem Zeitpunkt offiziell noch keine Anklage gab. Assange lehnte es jedoch ab, die Quelle für die auf WikiLeaks veröffentlichten Clinton-Mails offenzulegen, von der sich die US-Regierung einen Vorteil erhoffte. Rohrabacher bestritt das Treffen nicht, betonte jedoch, nicht im Auftrag der US-Regierung gehandelt zu haben.
Im April 2019 veröffentlichte das US-Justizministerium die bereits ein Jahr zuvor aufgesetzte und bis August 2018 geheim gehaltene Anklage gegen Assange. Ihm wurde vorgeworfen, Chelsea Manning bei dem Versuch unterstützt zu haben, ein Passwort für ein Netzwerk mit geheimen Dokumenten des US-Verteidigungsministeriums zu knacken. Manning hatte bereits Zugang zu geheimen Informationen des Netzwerkes und das Knacken des Passwortes hätte ihr geholfen, die Herkunft der geleakten Dokumente zu verschleiern. Des Weiteren sollte Assange Manning zu weiteren Leaks animiert haben. Die Anklage beruhte unter anderem auf Protokollen einer direkten Kommunikation zwischen Assange und Manning von Anfang 2010. Vermutlich stammten diese von der verschlüsselten Chat-Plattform Jabber. Insgesamt ermöglichen diese Anklagepunkte ein maximales Strafmaß von fünf Jahren, das aber in der Regel nicht ausgeschöpft wird.
Im Mai 2019 ersetzten die USA ihre bisherige Anklage durch eine deutlich erweiterte Version. Sie umfasst insgesamt siebzehn Punkte und beruht ebenfalls auf den 2010 veröffentlichten US-Militärdokumenten, die Wikileaks von Chelsea Manning zugespielt worden waren, und beruft sich nun zusätzlich auf den Espionage Act. Nun wurde Assange zusätzlich angelastet, Manning zum Diebstahl der Dokumente angetrieben und sie dabei unterstützt zu haben. Zudem habe er Quellen der US-Geheimdienste im Nahen und Mittleren Osten sowie in China enttarnt und damit gefährdet. Insgesamt steht auf alle Anklagepunkte zusammen eine theoretische Maximalstrafe von 175 Jahren Haft. Im Juni 2019 wurde ein offizielles Auslieferungsgesuch der USA für Assange an Großbritannien veröffentlicht. Es wurde am 12. Juni 2019 vom britischen Innenminister formal angenommen und verschiedenen Gerichtsinstanzen zur Entscheidung vorgelegt, letztinstanzlich dem Europäischen Gerichtshof für Menschenrechte.
Bei einer Anhörung entschied das Gericht, dass die erstinstanzlich auf fünf Tage angesetzte Verhandlung über das Auslieferungsgesuch der USA am 25. Februar 2020 beginnen solle. Im Juni 2020 erweiterte das US-Justizministerium die Anklage gegen Assange. Neue Anklagepunkte wurden dabei nicht hinzugefügt, weil die Frist für das Hinzufügen neuer Punkte abgelaufen war. Jedoch wurden die bestehenden Anklagepunkte um weitere Details zur mutmaßlichen Zusammenarbeit mit Anonymous nahestehenden Hackern und anderen erweitert. Am 4. Januar 2021 lehnte der Westminster Magistrates’ Court in London, die einem Amtsgericht vergleichbare erste Instanz im britischen Justizsystem, die Auslieferung ab. Begründet wurde dies mit den zu erwartenden Haftbedingungen und bestehender Suizidgefahr. Die USA haben Berufung eingelegt. Der Staatspräsident und Regierungschef Mexikos, Andrés Manuel López Obrador, bot Assange nach der Auslieferungsablehnung politisches Asyl an. Am 6. Januar 2021 wies dieselbe erste Instanz Assanges Antrag auf Freilassung auf Kaution ab und begründete dies mit Fluchtgefahr. Das von der US-amerikanischen Seite angestrengte Berufungsverfahren begann am 27. Oktober 2021. In einem Interview im Juni 2021 erklärte Sigurður Ingi Þórðarson, ein ehemaliger Zuträger des FBI und Zeuge gegen Assange in dem Verfahren in den USA, in wichtigen Details der Anklage gegen Assange gelogen und einen Meineid geleistet zu haben, um Immunität zu erhalten.

### Auslieferungsbefehl der britischen Regierung an die USA
Am 10. Dezember 2021 wurde das Auslieferungsverbot vom High Court of Justice in London aufgehoben. Der Richter Timothy Holroyde begründete den Entscheid damit, dass die Vereinigten Staaten ausreichende Zusicherungen bezüglich der Haftbedingungen gemacht hätten. Nils Muižnieks, der Europadirektor von Amnesty International, nannte die Entscheidung eine „Travestie von Justiz“. Am 24. Januar 2022 wurde entschieden, dass Assange vor dem Obersten Gerichtshof des Vereinigten Königreichs gegen seine Auslieferung an die USA Berufung einlegen darf. Die Berufung wurde jedoch am 14. März 2022 zurückgewiesen.
Am 10. Juni 2022 schrieben 300 Ärzte aus 35 Ländern einen offenen Brief an die britische Innenministerin Priti Patel und kritisierten die „grausame und unmenschliche Behandlung“, die Assange widerfahre, sowie die Genehmigung der Auslieferung als fahrlässig und inakzeptabel. Der High Court habe Assanges Schlaganfall bisher ignoriert. Die Zusicherungen der USA, die der High Court akzeptiert hatte und auf deren Grundlage die Auslieferung beruhe, basierten auf veralteten medizinischen Informationen und seien damit obsolet. Die Ärzte wiesen auch die vom High Court akzeptierten Zusicherungen der USA zurück, dass die Haftbedingungen in den USA menschenwürdig seien. Vielmehr wiesen sie darauf hin, dass die USA weiterhin Herrn Assange besondere Verwaltungsmaßnahmen auferlegen und ihn z. B. in das ADX Florence einweisen können – eine Hochsicherheitsstrafanstalt mit den härtesten und brutalsten Haftbedingungen in den USA. Die Einrichtung verstoße gegen die Anti-Folter-Konvention, der Australien beigetreten ist. Die „Zusicherungen“ der USA wären wertlos. Am 17. Juni 2022 unterzeichnete Innenministerin Patel den Auslieferungsbefehl an die Vereinigten Staaten; dort drohen ihm bis zu 175 Jahre Gefängnis. „Seine Frau kündigte an, dass er […] Rechtsmittel einlegen wird.“ Assanges Verteidigung reichte Berufung gegen das Urteil ein, weshalb sich Assange weiterhin in Großbritannien befand. Am 9. Juni 2023 lehnte der Gerichtshof die Berufung ab. Seine Familie kündigte an, dagegen mit einem Antrag vorzugehen und andernfalls als letztes Rechtsmittel vor den Europäischen Gerichtshof für Menschenrechte zu ziehen.
Die britische Entscheidung zu Assanges Auslieferung an die USA löste weltweites Entsetzen aus. Amnesty International forderte den Stopp von Assanges Auslieferung und seine Freilassung. Agnès Callamard, Menschenrechtsexpertin und Generalsekretärin in der Londoner Zentrale von Amnesty International, bezeichnete die Entscheidung der britischen Regierung als „eine abschreckende Botschaft“ an alle Journalisten. Sie befürchtete, Assange könnte trotz gegenteiliger Versicherungen der US-Regierung für längere Zeit in Einzelhaft genommen werden. Der Deutsche Journalisten-Verband rief die USA auf, die Anklage fallen zu lassen. Wenn Präsident Joe Biden Kriegsverbrechen im Russisch-Ukrainischen Krieg anprangere, dürfe er nicht mit äußerster juristischer Härte gegen den Aufklärer amerikanischer Kriegsverbrechen vorgehen.

### Stattgegebene Berufung gegen Auslieferungsbefehl
Im März 2024 entschied der High Court of Justice, dass Assange gegen den Auslieferungsbefehl der britischen Regierung in Berufung gehen kann bzw. darf. Am 20. Mai 2024 wurde seinem Berufungsantrag stattgegeben. Dieses Urteil wurde als juristische Kehrtwende, die zur Freilassung von Assange beigetragen haben soll, bewertet; das Urteil hat laut Nick Vamos (einem früheren Leiter der Auslieferungsabteilung des Crown Prosecution Service) sowohl in den USA als auch im Vereinigten Königreich Druck erzeugt, eine vorzeitige Verständigung über Assanges Freilassung zu erreichen, weil es andernfalls „Monate, wenn nicht sogar weitere Jahre“ gedauert hätte, bis über die Frage entschieden bzw. verhandelt worden wäre, ob Assange sich in den USA als Ausländer auf das in der US-Verfassung verankerte Recht zur freien Meinungsäußerung hätte berufen können.

## Wirken, Positionen und Kritik
Traditionelle Medienunternehmen haben viele Innovationen übernommen, die Assange für WikiLeaks entwickelte. Dazu gehören das Installieren anonymer digitaler Dropboxen, das Veröffentlichen großer, überarbeiteter Datensätze, die Einstellung von Journalisten für Data Science und die Ermutigung von Reportern, aus Gründen des Quellenschutzes ihre Internetsicherheit zu verbessern. Assange vertritt eine libertäre Weltanschauung. Im Jahr 2006 erläuterte er seine politischen Grundüberzeugungen im Aufsatz Conspiracy as Governance. Darin bezeichnet er jede autoritäre Governance als „Verschwörung“, die zum Schaden der Bevölkerung arbeite. Die „Verteidiger von Wahrheit, Liebe und Selbstverwirklichung“ hätten diese Verschwörungen zu bekämpfen. In Zeiten vor der Alphabetisierung sei dieser Kampf mit Attentaten geführt worden, heute gehe es darum, die Kommunikationsverbindungen zwischen den einzelnen Verschwörern zu stören und sie von ihrem geheimen Informationszufluss aus der Außenwelt abzuschneiden. Der amerikanische Historiker Sean Wilentz deutet die Praxis von WikiLeaks, „geheime Informationen der Regierung zu stehlen“ und an die Öffentlichkeit zu geben, als Verwirklichung der in diesem Text dargelegten politischen Grundüberzeugungen; allerdings seien sie falsch, teilweise sogar paranoid. Allerdings stiehlt WikiLeaks keine Daten und Dokumente, sondern diese werden ihr von Informanten (Whistleblowern) aus Institutionen oder Unternehmen übermittelt.
2012 moderierte Assange bei RT (früher Russia Today) die Talk-Sendung The World Tomorrow. Unter anderem im Spiegel wurde er für die Mitarbeit bei Russia Today kritisiert.
Im August 2013 bekannte Assange seine Bewunderung für Ron Paul und dessen Sohn Rand von der Tea-Party-Bewegung. Beide seien die stärksten Unterstützer im Kampf gegen die Angriffe der amerikanischen Regierung auf WikiLeaks gewesen und ständen zudem in entschiedener Opposition gegen den Drohnenkrieg und die Praxis ungesetzlicher gezielter Tötungen. Andererseits soll er dem Guardian-Reporter Nick Davies, der mit ihm an der Sichtung der US-Geheimdienst-Dokumente arbeitete, gesagt haben, dass ein afghanischer ziviler Informant der westlichen koalitionären Streitkräfte den Tod verdiene und man deshalb seine Identität bei den WikiLeaks-Veröffentlichungen nicht zu schützen brauche. Mit Bezug auf die amerikanischen Wahlen erklärte er, der libertäre Flügel der Republikanischen Partei sei derzeit „die einzige Hoffnung“.
Im März 2013 war Assange Mitbegründer von The WikiLeaks Party, einer libertaristischen Partei. Im August verließen unter anderem Parteivize Leslie Cannold und Wikileaks-Mitgründer Daniel Mathews die Partei wieder und warfen dem Vorsitzenden Assange vor, sich über Beschlüsse des Parteirats hinwegzusetzen. Entgegen dessen Entscheidung, die bei den im australischen Präferenzwahlsystem wichtigen Wahlempfehlungen für die Grünen abzugeben und nicht für Kreationisten, Waffenpartei oder christliche Rechte, gab Assange im Namen seiner Partei Empfehlungen für rechtsgerichtete Parteien ab, unter ihnen die Australia First Party. Bei den Wahlen im September 2013 erhielt die WikiLeaks Party nur 0,62 Prozent und wurde 2015 von der Wahlkommission aus dem Parteienregister gestrichen.

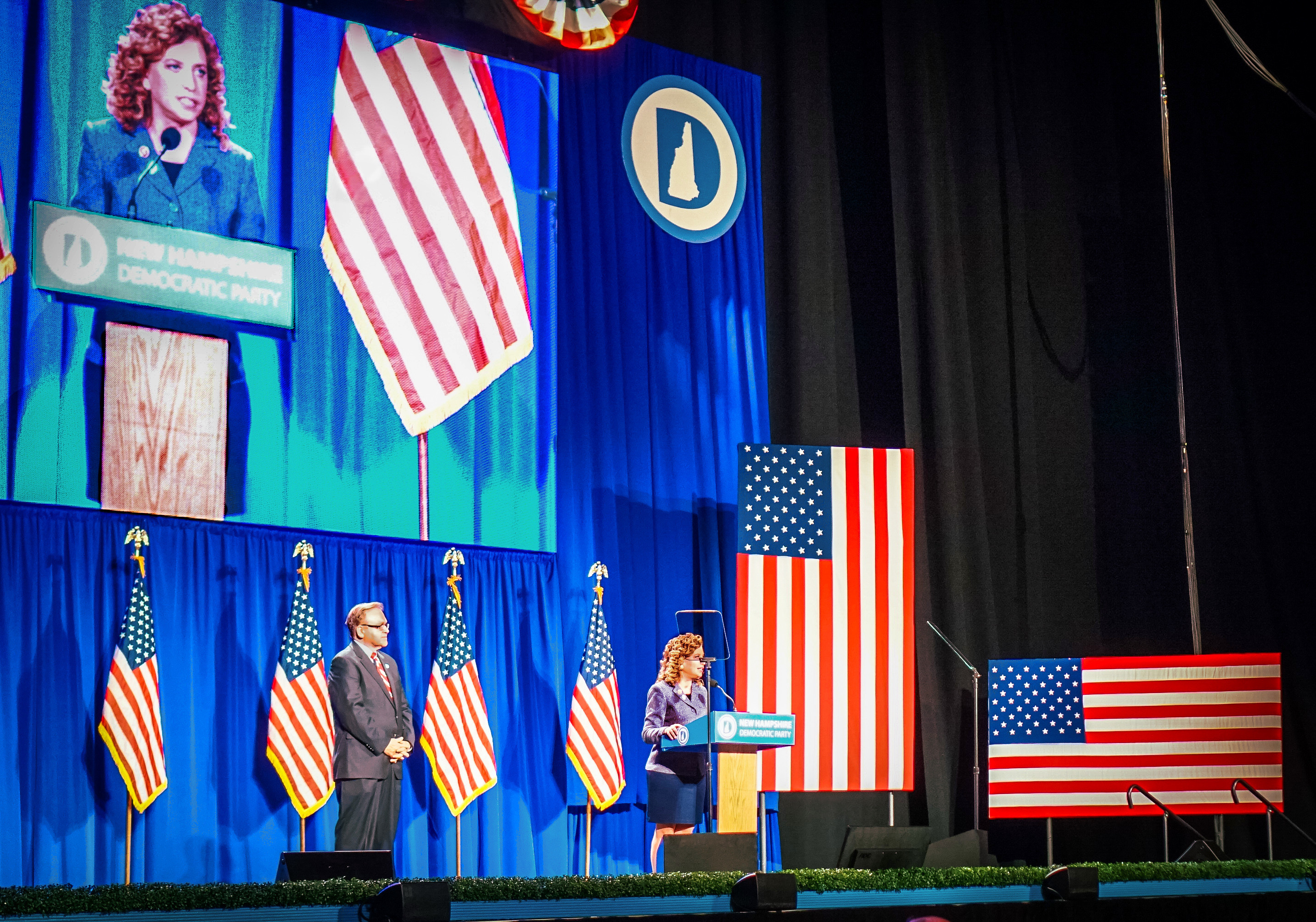
Debbie Wasserman Schultz musste aus dem Vorsitz des Nominierungsparteitags des Präsidentschaftskandidaten Ende Juli 2016 ausscheiden, nachdem WikiLeaks E-Mails des DNC veröffentlichte, die belegten, dass die Parteiführung Hillary Clinton im Vorwahlverfahren gegenüber Bernie Sanders bevorzugte.

Julian Assange gehört zu den prominentesten und schärfsten Kritikern der Big-Tech-Unternehmen, denen er totalitäre und kulturhegemoniale Tendenzen vorwirft. In einem SPIEGEL-Interview von 2015 monierte er: „Google, Facebook und andere Unternehmen aus dem Silicon Valley … etablieren neue gesellschaftliche Regeln, welche Aktivitäten erlaubt sind und welche Informationen übertragen werden. […] Diese Firmen entscheiden in Fragen, die ursprünglich in der öffentlichen Debatte und von Parlamenten entschieden wurden. Wenn etwas zu kontrovers wird, dann verbannen es diese Firmen aus ihrem Angebot. Sie können Inhalte teilweise oder völlig sperren. Der Langzeiteffekt ist die Tendenz zum Konformismus. Eine amerikanische Denkweise wird gefördert und im Rest der Welt verbreitet. Das ist buchstäblich digitaler Kolonialismus“.
Während der Kampagne vor der Präsidentschaftswahl in den Vereinigten Staaten 2016 veröffentlichte Wikileaks mehrere tausend E-Mails, die vom Server der Demokratischen Partei entwendet worden waren (siehe auch WikiLeaks#US-Präsidentschaftswahlen 2016).
Der US-Sonderermittler Robert Mueller schrieb in seiner Anklageschrift, dass WikiLeaks in einer Korrespondenz mit dem Hacker „Guccifer 2.0“ das Ziel verfolgt habe, die Wahlen zum Schaden von Clinton zu beeinflussen. WikiLeaks habe das Material von einer direkt vom russischen Militärgeheimdienst GRU kontrollierten Person erhalten. Im selben Zeitraum wurden auch gezielte Absprachen und Kontakte zwischen WikiLeaks und Donald Trump Jr. – Sohn von Präsidentschaftskandidat Donald Trump – bezüglich des Vorgehens im Wahlkampf veröffentlicht; zudem solle Assange ähnliches Material von einem Hack gegen die Republikaner – Donald Trumps eigener Partei – absichtlich zurückgehalten haben. Assange dementierte, im Besitz derartigen Materials zu sein. Eine Zivilklage des Demokratischen Nationalkomitees (DNC) gegen Russland, die Wahlkampforganisation Trumps und auch WikiLeaks sowie Assange wurde am 30. Juli 2019 abgewiesen. Russland als vermeintlicher Hauptakteur kann in den USA nicht zivil verklagt werden – und die Aktionen von WikiLeaks sowie Assange sind zivilrechtlich durch den 1. Zusatzartikel zur Verfassung der Vereinigten Staaten geschützt.
Assange ist Mitglied des Beratenden Ausschusses der Bewegung DiEM25.

## Stellungnahmen zu Assanges Situation (2016 bis 2023)
Die dem UN-Menschenrechtsrat unterstehende Arbeitsgruppe gegen willkürliche Inhaftierungen veröffentlichte im Februar 2016 eine Stellungnahme zu Assanges Situation, da dieser sich zu der Zeit unter diplomatischem Schutz in der ecuadorianischen Botschaft in London aufhielt, um einer beschlossenen Auslieferung von Großbritannien nach Schweden zu entgehen (mehr dazu im Abschnitt Ermittlungsverfahren). In der Stellungnahme wurde die „Festsetzung“ Assanges in der Botschaft als illegal und menschenrechtswidrig bezeichnet. Die Regierungen Schwedens und Großbritanniens wurden darin aufgefordert, dafür zu sorgen, dass Assange sich wieder frei bewegen könne; außerdem stünde ihm ein Anspruch auf Entschädigung zu. Der Bericht wurde von der fünfköpfigen Expertengruppe mit drei gegen zwei Stimmen knapp angenommen. Beide beschuldigten Länder wiesen die Aussagen des rechtlich nicht bindenden Gutachtens zurück. Der ehemalige britische Außenminister Hammond sagte, die Arbeitsgruppe bestehe aus Laien, nicht aus Juristen, und ihre Schlussfolgerung weise rechtliche Mängel auf; Assange sei ein Flüchtling vor der Justiz. Die schwedische Regierung erklärte, Assange halte sich freiwillig in der Botschaft auf und könne sie jederzeit verlassen. Assange selber sprach hingegen nach dem Urteil von einem „wirklich wichtigen Sieg“ und forderte Großbritannien und Schweden auf, dem Urteil nachzukommen.
Die von den USA 2019 veröffentlichte Anklage gegen Assange auf Grundlage des Spionagegesetzes wurde auch von verschiedenen Journalistenverbänden im April und Juni 2019 kritisiert: Der Deutsche Journalisten-Verband (DJV) forderte die britischen Behörden auf, Assange „unverzüglich auf freien Fuß zu setzen“. Er erklärte: „Dem Wikileaks-Gründer wird etwas vorgeworfen, was nicht als strafbare Handlung geahndet werden darf: Beihilfe zum Landesverrat durch Veröffentlichungen“. Die Vorsitzende der Deutschen Journalistinnen- und Journalisten-Union (dju), Tina Groll, warnte vor „einem massiven Eingriff in die verfassungsmäßig garantierte Pressefreiheit“, sollte Assange an die USA ausgeliefert werden. Laut dem Schriftstellerverband P.E.N. wäre seine Auslieferung „ein schwerer Schlag gegen die Freiheit des Wortes, die Pressefreiheit und das Recht auf freie Meinungsäußerung.“
Nils Melzer hatte Assange am 9. Mai 2019 im britischen Hochsicherheitsgefängnis HM Prison Belmarsh mit zwei medizinischen Experten besucht und anschließend erklärt, dass Assange „Opfer mehrjähriger psychologischer Folter“ sei. Melzer kritisierte die Situation von Assange: Er verurteilte den „vorsätzlichen und abgestimmten Missbrauch“, der Assange seit Jahren auferlegt würde. Zudem betonte er: „Meine dringlichste Sorge ist, dass Herr Assange in den Vereinigten Staaten einem echten Risiko schwerer Verletzungen seiner Menschenrechte ausgesetzt wäre, einschließlich seiner Meinungsfreiheit, seines Rechts auf ein faires Verfahren und des Verbots von Folter und anderer grausamer, unmenschlicher oder erniedrigender Behandlung oder Strafe“. „Im Laufe der letzten neun Jahre war Herr Assange hartnäckigem, fortschreitendem Missbrauch ausgesetzt, der von systematischer gerichtlicher Verfolgung und willkürlicher Inhaftierung in der ecuadorianischen Botschaft über seine repressive Isolation, Belästigung und Überwachung innerhalb der Botschaft bis hin zu vorsätzlicher kollektiver Verhöhnung, Beleidigung und Demütigung, offener Anstiftung zur Gewalt und sogar wiederholten Aufrufen zu seiner Ermordung reichte.“ In offiziellen Schreiben, die Ende Mai 2019 an die Regierungen von Ecuador, der USA, Großbritannien und Schweden verschickt wurden, forderte Melzer die vier beteiligten Regierungen auf, von der weiteren Verbreitung, Anstiftung oder Duldung von Erklärungen oder anderen Aktivitäten abzusehen, die die Menschenrechte und die Würde von Assange beeinträchtigen, sowie Maßnahmen zu ergreifen, um ihm angemessene Rechtsbehelfe und Rehabilitation für frühere Schäden zu bieten. Melzer appellierte ferner an die britische Regierung, Assange nicht an die USA oder einen anderen Staat auszuliefern, der keine zuverlässigen Garantien gegen seine Weiterleitung in die USA bietet. Er erinnerte auch Großbritannien an seine Verpflichtung, Assanges ungehinderten Zugang zu Rechtsbeistand, Dokumentation und angemessener Vorbereitung entsprechend der Komplexität des anhängigen Verfahrens sicherzustellen. „In 20 Jahren Arbeit mit Opfern von Krieg, Gewalt und politischer Verfolgung habe ich noch nie erlebt, dass sich eine Gruppe demokratischer Staaten zusammengeschlossen hat, um ein einzelnes Individuum so lange Zeit und unter so wenig Berücksichtigung der Menschenwürde und der Rechtsstaatlichkeit bewusst zu isolieren, zu dämonisieren und zu missbrauchen“, sagte Melzer. „Die kollektive Verfolgung von Julian Assange muss hier und jetzt enden!“ Im November 2019 stellte Melzer in einer öffentlichen Anhörung in den Räumlichkeiten des deutschen Bundestags fest, dass sich auch die deutsche Bundesregierung überhaupt nicht für den Fall engagiere. Im Gegenteil, trotz mehrfacher Anfragen des UN-Beauftragten um offizielle Stellungnahmen blieben diese aus. Er wurde erst am Vorabend seines Auftrittes im Bundestagsgebäude zu einer Besprechung ins Auswärtige Amt eingeladen. Darin wurde ihm beschieden, „man habe meine Berichte zum Fall Assange nach wie vor nicht gelesen und habe auch keine Zeit dazu“. Ende Januar 2020 verabschiedete die Parlamentarische Versammlung des Europarates einstimmig eine Resolution, die die „sofortige Freilassung“ von Julian Assange sowie die Verhinderung einer Auslieferung an die USA forderte. Der Resolution war eine Anhörung vorausgegangen, in der Assanges Vater, Nils Melzer, der UN-Sonderberichterstatter über Folter, Anthony Bellanger, Generalsekretärs des Dachverbandes nationaler gewerkschaftlicher Journalistenverbände Internationalen Journalisten-Föderation, und Regis Brilliard, Exekutivsekretär des Anti-Folter-Komitees des Europarates, über die zweifelhafte juristische Verfolgung und Folter von Assange berichteten. Ende Januar 2020 kam es zu den schweren Vorwürfen des UN-Sonderberichterstatters Nils Melzer gegen die schwedischen, britischen und US-Behörden (veröffentlicht in dem Online-Magazin Republik).
Anfang Februar 2020 stellten der Investigativjournalist Günter Wallraff, die ehemaligen Bundesminister Sigmar Gabriel und Gerhart Baum sowie die Bundestagsabgeordnete Sevim Dağdelen in der Bundespressekonferenz in Berlin den Appell Julian Assange aus der Haft entlassen (Wallraff-Appell, weil von ihm initiiert) vor. Auch der Publizist Navid Kermani und die ehemalige Bundesjustizministerin Herta Däubler-Gmelin sind Teil der Initiative. Dem vorangegangen war ein breiter, von 130 Persönlichkeiten aus der deutschen Politik, Wissenschaft und Kultur unterzeichneter Appell, darunter zehn ehemalige Minister, an Großbritannien: „Wir unterstützen die Forderung des Sonderberichterstatters der Vereinten Nationen zum Thema Folter, Nils Melzer, nach einer umgehenden Freilassung von Julian Assange, aus medizinischen sowie aus rechtsstaatlichen Gründen“ – der ganzseitig in der Frankfurter Allgemeinen Zeitung erschienen war. Der Forderung schlossen sich auch vier Verbände, der Deutsche Journalisten-Verband, die Deutsche Journalistinnen- und Journalisten-Union in Verdi, Reporter ohne Grenzen und das gemeinnützige Whistleblower-Netzwerk an. Gabriel erklärte, die Rechtsstaatlichkeit des Verfahrens sei – offenbar aus politischen Gründen – nicht gewährleistet. Wallraff ergänzte, es gehe nicht nur um Assange selbst, sondern um die Verteidigung der Meinungs- und Pressefreiheit. Wenn Journalisten und Whistleblower befürchten müssten, die Aufdeckung staatlicher Verbrechen mit „Einkerkerung“ oder ihrem Leben zu bezahlen, sei die „Vierte Gewalt“ und damit die Demokratie in Gefahr. Der Wallraff-Appell kann von jedem Menschen unterzeichnet werden. Über 45.000 (Stand: 18. Juni 2021) haben das bereits getan.
In einem von Wallraff initiierten Brief wird an Bundeskanzlerin Merkel appelliert, bei ihrem am 15. Juli 2021 anstehenden Besuch bei US-Präsident Joe Biden darum zu bitten, das von seinem Amtsvorgänger Donald Trump betriebene Verfahren gegen Assange zu beenden und die Klage fallen zu lassen. Im April 2022 forderte die niederländische Parlamentsabgeordnete Marieke Koekkoek die niederländische Regierung dazu auf, sich gegenüber der britischen Regierung gegen eine Auslieferung in die USA einzusetzen und dazu auch für europäische Unterstützung zu werben.
Im Januar 2023 trat in Washington D. C. das „Belmarsh Tribunal“ zusammen, bei dem führende Persönlichkeiten aus Politik, Recht und Wirtschaft, darunter Noam Chomsky, Ken Loach und Daniel Ellsberg, die US-Regierung aufforderten, die Anklage gegen Julian Assange fallenzulassen. Um ihre Solidarität zu zeigen, erklärten im April 2023 die europäischen Journalistengewerkschaften und -verbände Julian Assange zum Ehrenmitglied ihrer Organisationen. Die Europäische Journalisten-Föderation (EJF) und ihre Mitgliedsorganisationen appellierten erneut an die britischen Behörden, Julian Assange freizulassen. Sie schlossen sich der Internationale Journalisten-Föderation (IFJ) an und forderten die US-Regierung auf, alle Anklagen gegen Julian Assange fallen zu lassen und ihm die Rückkehr zu seiner Frau und seinen Kindern zu ermöglichen.

## Reaktionen in der Kunst- und Kulturwelt
Der australische Arzt und Autor Ron Elisha schrieb unter dem Titel Stainless Steel Rat („Edelstahl-Ratte“) ein Theaterstück über das Leben Assanges, das unter der Regie von Wayne Harrison von Mai 2011 an in Sydney geprobt und im dortigen Seymour Centre der Universität Sydney von Ende Juni bis Mitte Juli aufgeführt wurde.
Unter dem Titel Assassinate Assange wurde im September 2012 im Hamburger Kulturzentrum Kampnagel und später in Wien ein Theaterstück von Angela Richter aufgeführt. Richter hatte im Vorfeld ein Mittagessen mit Assange für 1.600 € ersteigert und ausführliche Gespräche mit Assange geführt.
In der 500. Folge von Die Simpsons hatte Assange einen Kurzauftritt als Zeichentrickfigur. Den Text sprach er telefonisch von Großbritannien aus ein.

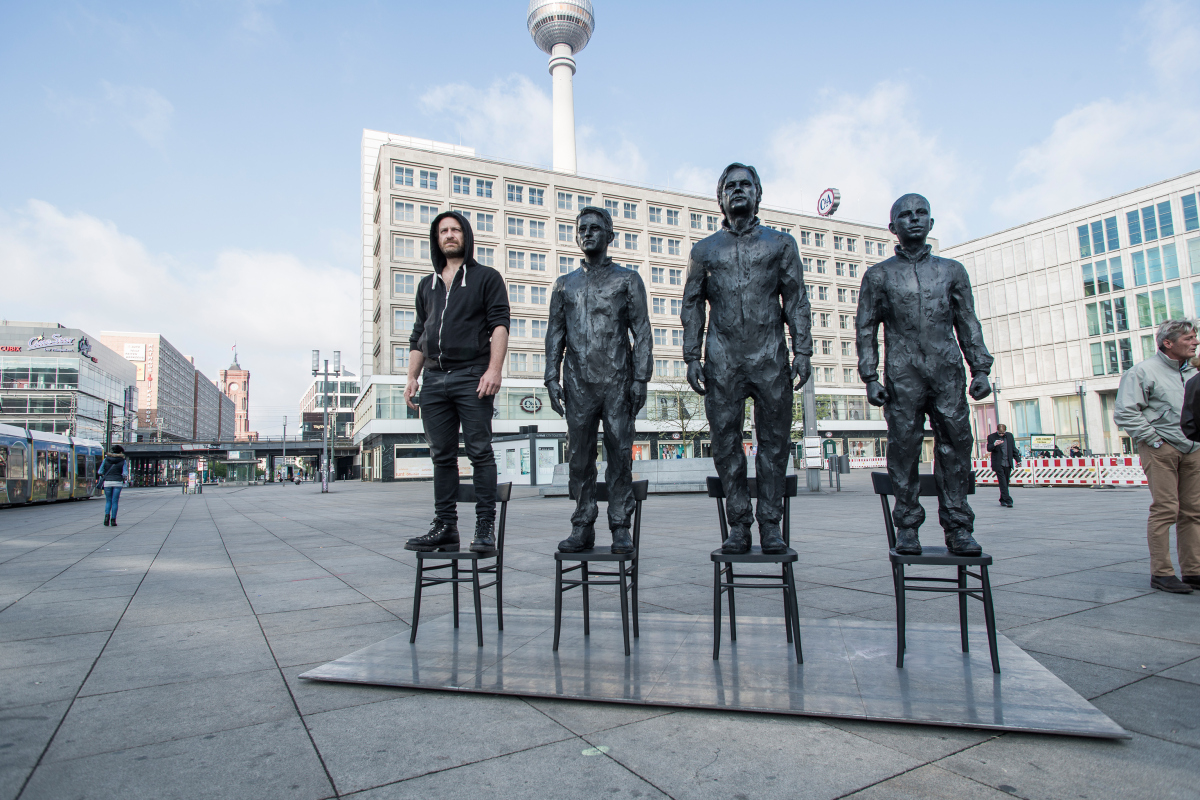
Die (Wander-)Kunstinstallation Anything to say? mit Bronzeskulpturen Julian Assanges, Edward Snowdens und Chelsea Mannings auf drei Stühlen am 1. Mai 2015 auf dem Berliner Alexanderplatz. Daneben steht ein leerer Stuhl, der dazu ermutigen soll, ebenso aufzustehen wie die drei Dargestellten.

Im März 2011 sicherte sich Steven Spielbergs Studio DreamWorks Interactive die Rechte an der Verfilmung von zwei Büchern. Im Oktober 2013 erschien der Spielfilm Inside WikiLeaks – Die fünfte Gewalt unter der Regie von Bill Condon. Benedict Cumberbatch verkörperte Julian Assange und Daniel Brühl Daniel Domscheit-Berg. Der Film entstand nach einem Drehbuch von Josh Singer und basiert in Teilen auf Domscheit-Bergs Buch Inside WikiLeaks: Meine Zeit bei der gefährlichsten Website der Welt. Assange bezeichnete in einem offenen Brief an Cumberbatch den Film als „nicht gut“ und befürchtete, dass die Veröffentlichung ihm und nahestehenden Personen schaden könnte, vor allem, weil man Domscheit-Bergs Buch als Vorlage genommen habe.
Im Jahr 2013 drehte Regisseur Alex Gibney den Dokumentarfilm We Steal Secrets: Die WikiLeaks Geschichte, über die Veröffentlichungen der Enthüllungsplattform und die Geschichte der daran beteiligten Personen.
Im Comic Der Papyrus des Cäsar aus der Comicreihe Asterix, der sich auf Cäsars Kriegsbericht De bello Gallico bezieht, erscheint Assange als Enthüllungsjournalist Polemix.
Im Jahr 2020 erschien Wikileaks – Staatsfeind Julian Assange, ein NDR/WDR-Film über Aufstieg und Fall des Julian Assange.
Der Fernsehsender Arte veröffentlichte im Juni 2021 die Reportage Julian Assange: Chronik einer Spionageaffäre.

## Autobiographie und Geschäftliches

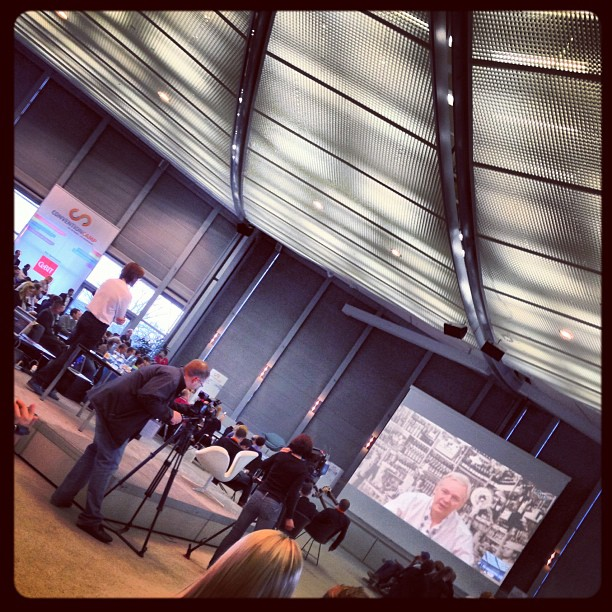
Videoübertragung für das ConventionCamp 2012

Assange kündigte im Januar 2011 ein autobiographisches Buch an, das im Herbst weltweit bei dem schottischen Verlag Canongate Books und in den USA bei Alfred A. Knopf verlegt werden sollte. Die deutschsprachigen Rechte wurden zunächst an Kiepenheuer & Witsch vergeben. Weitere Verlage in Europa, Brasilien und Australien sicherten sich die Rechte für ihre jeweiligen Buchmärkte. Nach eigener Aussage benötigte Assange das Geld für sein Buch, um sich juristisch gegen die Vorwürfe in Schweden zu verteidigen und WikiLeaks unterstützen zu können. Assange gab dem Ghostwriter Andrew O’Hagan fünfzig Stunden lang Interviews und wollte im Juni 2011 den Buchvertrag auflösen. Den erhaltenen Vorschuss zahlte er jedoch nicht zurück, woraufhin das Buch im September als unautorisierte Biografie erschien. Knopf Publishers löste den Vertrag mit Assange und Kiepenheuer & Witsch verzichtete auf die Herausgabe einer deutschsprachigen Übersetzung.
Anfang März 2011 wurde bekannt, dass Assange, ähnlich wie andere prominente Personen, beim britischen Patentamt beantragte, seinen Namen und den von WikiLeaks unter Markenschutz stellen zu lassen. Dem Antrag auf Markenschutz wurde bisher nicht entsprochen. WikiLeaks unterhält seit mehreren Jahren einen eigenen Webshop mit Merchandising-Artikeln; der frühere Stand ist im webarchive konserviert.
Von April bis Juli 2012 sendete der russische Fernsehsender Russia Today unter dem Titel The World Tomorrow (Мир завтра) insgesamt zwölf jeweils halbstündige Talkshows, in denen sich Assange mit führenden Persönlichkeiten aus der Politik und revolutionären Denkern unterhielt. Zu den Teilnehmern der sogenannten Julian Assange Show gehörten unter anderem der libanesische Hisbollah-Führer Hassan Nasrallah, der Philosoph Slavoj Žižek und Noam Chomsky. Die Zusammenarbeit mit dem von der russischen Regierung kontrollierten Auslandssender stieß auf signifikante internationale Medienkritik, Assange lasse sich für russische Interessen instrumentalisieren.
Ende November 2012 präsentierte Assange im Rahmen des ConventionCamp in Hannover, bei dem er per Skype zugeschaltet war, sein gerade erschienenes Buch Cypherpunks. Freedom and the Future of the Internet und bezeichnete dabei die Kryptographie als notwendigen gewaltlosen Widerstand gegen staatliche Überwachung im Internet.

## Preise und Auszeichnungen
Julian Assange erhielt zahlreiche Auszeichnungen für Journalismus sowie lokale Auszeichnungen und Ehrungen.
- 2008 Freedom of Expression Award für Assange und WikiLeaks[391] der Organisation Index on Censorship.
- 2008 The Economist New Media Award[392]
- 2009 Amnesty International Media Award (New Media) für „Kenya: The Cry of Blood – Extra Judicial Killings and Disappearances“, ein Bericht über Hinrichtungen ohne Gerichtsverfahren und Verschwindenlassen in Kenia.[393]
- 2010 erhielt Assange mit WikiLeaks den Sam Adams Award
- 2010 Time Person of the Year, Reader's Choice[394]
- Am 24. Dezember 2010 erklärte die Tageszeitung Le Monde Assange zum „Mann des Jahres“ und widmete ihm die Titelseite.[395][396]
- 2011 Goldmedaille für Frieden und Gerechtigkeit der Sydney Peace Foundation, mit der vorher nur Nelson Mandela, der 14. Dalai Lama und Daisaku Ikeda ausgezeichnet worden waren. Die Auszeichnung wurde ihm für seinen „außerordentlichen Mut im Streben nach den Menschenrechten“ im Londoner Frontline Club übergeben.[397][398]
- Im Juni 2011 erhielt Assange für das Projekt „WikiLeaks“ den nach Martha Gellhorn benannten Martha Gellhorn Prize for Journalism für investigativen Journalismus.[399] Der Preis wird jährlich an einen auf Englisch publizierenden Journalisten vergeben, der „die etablierte Version der Ereignisse durchbrochen und eine unverdauliche Wahrheit erzählt hat, die die Propaganda des Establishments oder das ‘offizielle Geschwätz’ entlarvt“ (orig.: „penetrated the established version of events and told an unpalatable truth that exposes establishment propaganda, or ‘official drivel’“).[399]
- 2011 Preis Blanquerna als besten Kommunicator der Fakultät für Kommunikation, Ramon-Llull-Universität/Generalitat de Catalunya[400]
- 2012 Big Brother Awards Hero of Privacy[401]
- 2013 Global Exchange Human Rights Award, People's Choice[402][403]
- 2013 Yoko Ono Lennon Courage Award for the Arts[404]
- 2013 New York Festivals World's Best TV & Films Silver World Medal[405]
- 2013 würdigte der brasilianische Presseverband Associação Brasileira de Imprensa (ABI) in Rio de Janeiro Assange mit der Medaille für Menschenrechte, gemeinsam mit den Preisträgern Edward Snowden, Glenn Greenwald, Chelsea Manning, Mordechai Vanunu und dem verstorbenen Aaron Swartz.[406]
- 2014 Union of Journalists in Kazakhstan Top Prize[407]
- Zum internationalen Tag der Pressefreiheit am 3. Mai 2014 wurde Assange von Reporter ohne Grenzen mit „Helden der Informationsfreiheit“ Preis gewürdigt.[408]
- Die Friedensnobelpreisträgerin Mairead Corrigan hat Assange ihrerseits im Leserblog des Irish Examiner für den Friedensnobelpreis 2019 vorgeschlagen.[409][410]
- 16. April 2019 GUE/NGL Whistleblower Preis für Journalisten, Whistleblower & Verteidiger des Rechts auf Information, gemeinsam mit Nestlé Whistleblower Yasmine Motarjemi und Football Leaks’ Rui Pinto.[411][412]
- 28. September 2019 „The Gavin MacFadyen Award 2019“, „die einzige Auszeichnung, die ausschließlich von Whistleblowern vergeben wird. Wir verleihen die diesjährige Auszeichnung an einen Mann, der den Mut hat, die Wahrheit zu veröffentlichen und dabei so viel geopfert hat.“[413]
- 2020 Stuttgarter Friedenspreis für Assange, als investigativer Journalist, Programmierer und Gründer von WikiLeaks. Die Ehrung war mit dem Appell verbunden, „das Recht auf bedingungslose Informations- und Pressefreiheit nicht nur zu schützen, sondern durchzusetzen“.[414][415][416][417][418]
- 2022: Dr.-Karl-Renner-Publizistikpreis[419]
- 2022: Günter-Wallraff-Preis[420]
- 2022: Weizenbaum-Preis für Frieden und gesellschaftliche Verantwortung[421] durch das Forum InformatikerInnen für Frieden und gesellschaftliche Verantwortung (FIfF)
- 2023: Konrad-Wolf-Preis[422]

## Publikationen
- Suelette Dreyfus, Julian Assange: Underground: Tales of hacking, madness and obsession on the electronic frontier. Mandarin, Kew, Australia, 1997, ISBN 1-86330-595-5 (underground-book.net).
- Julian Assange: Conspiracy as Governance. 2006 (iq.org (Memento vom 29. August 2007 im Internet Archive) [PDF]).
- Suelette Dreyfus, Julian Assange: Underground. Die Geschichte der frühen Hacker-Elite. Tatsachenroman. Haffmans & Tolkemitt, Berlin 2011, ISBN 978-3-942989-00-8 (Originaltitel: Underground: Tales of hacking, madness and obsession on the Electronic Frontier.).
- Julian Assange, Andrew O’Hagan: Julian Assange: The Unauthorised Autobiography. Canongate Books, Edinburgh 2011, ISBN 978-0-85786-384-3. Zur Entstehung: Andrew O’Hagan: Ghosting. In: London Review of Books, 6. März 2014, online
- Jacob Appelbaum, Julian Assange, Andy Müller-Maguhn, Jérémie Zimmermann: Cypherpunks. Freedom and the Future of the Internet. OR Books, New York 2012, ISBN 978-1-939293-00-8 (englisch).
- Jacob Appelbaum, Julian Assange, Andy Müller-Maguhn, Jérémie Zimmermann: Cypherpunks. Unsere Freiheit und die Zukunft des Internets. Campus Verlag, Frankfurt, New York 2013, ISBN 978-3-593-39913-3.
- Julian Assange: When Google Met WikiLeaks. OR Books, New York City 2014, ISBN 978-1-939293-57-2 (englisch).
- Einleitung zu: The WikiLeaks Files: The World According to US Empire. Verso Books, 2015, ISBN 978-1-78168-874-8.
- Pamela Anderson, Julian Assange, u. a.: In Defense of Julian Assange. Hrsg.: Tariq Ali, Margaret Kunstler. OR Books, New York City 2019, ISBN 978-1-68219-221-4 (englisch).